# Motorradgespann
Als Motorradgespann, auch Motorrad mit Beiwagen oder (insbes. regional) Motorrad mit Seitenwagen, auch Beiwagenmaschine, wird ein Kraftrad mit einem seitlich durch ein drittes Rad abgestützten Transportbehälter bezeichnet. Die Terminologie ist je nach Land und Gesetzgebung unterschiedlich. So lautet die Bezeichnung in der deutschen Straßenverkehrszulassungsordnung (StVZO) „Beiwagen“, wohingegen in der Schweizerischen Gesetzgebung die Bezeichnung „Seitenwagen“ üblich ist; nur bei der Übernahme ausländischen Rechts kommt dort der Begriff „Beiwagen“ vor.
In der Regel hat das Gespann drei Räder in asymmetrischer Anordnung. Der seitliche Anbau wird neben „Beiwagen“ oder „Seitenwagen“ auch als „Boot“ bezeichnet. Als Zugmaschinen werden vor allem leistungsstarke Motorräder verwendet; es können jedoch auch Motorroller zu einem Gespann umgebaut werden. Bei den Zugmaschinen wird der Neigungswinkel der Lenkachse leicht steiler gestellt, wofür diese i. d. R. ausgelegt sind.
In wirtschaftlichen Notzeiten war das Motorradgespann das „Auto des kleinen Mannes“. Heute handelt es sich, zumindest aus deutscher Perspektive betrachtet, weitgehend um Liebhaberfahrzeuge.

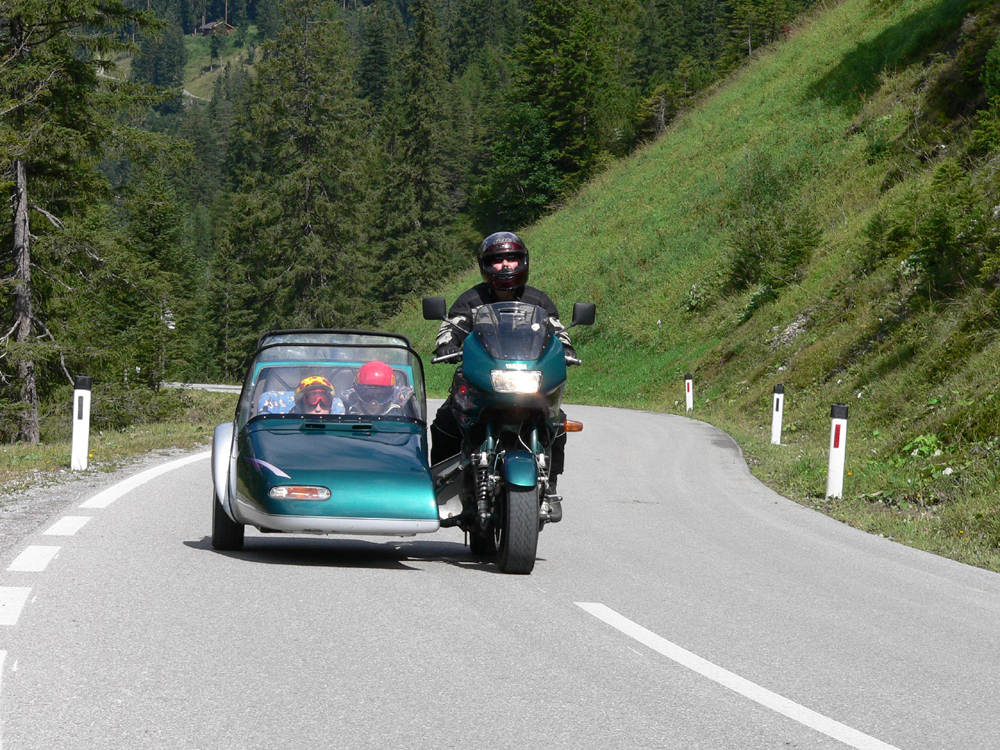
Schweres Motorradgespann mit fest verbundenem Beiwagen (Yamaha-Zugmaschine mit EML GT 2001)

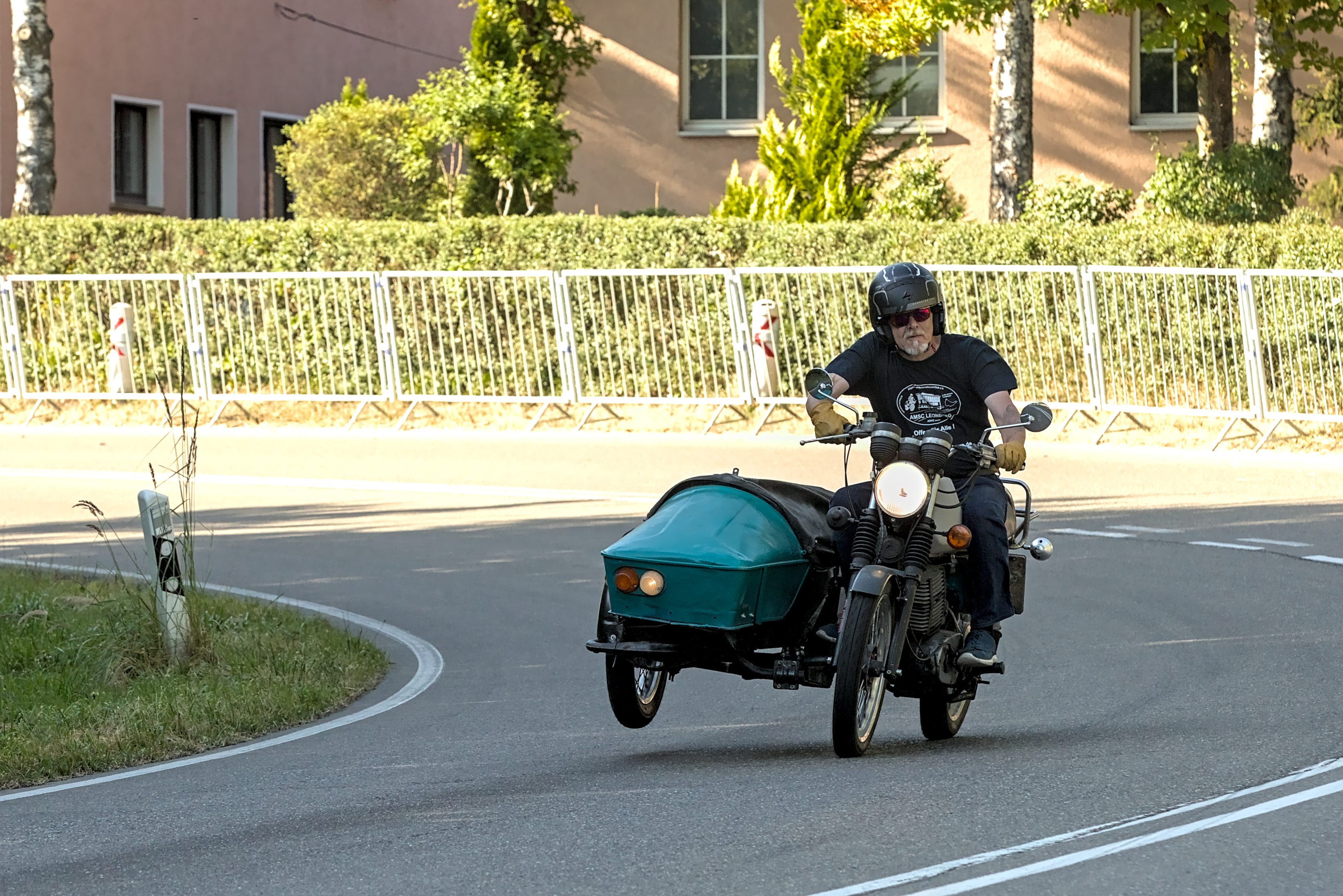
Leichtes Motorradgespann mit abnehmbarem Beiwagen (MZ ETZ 250 mit Stoye Superelastik)

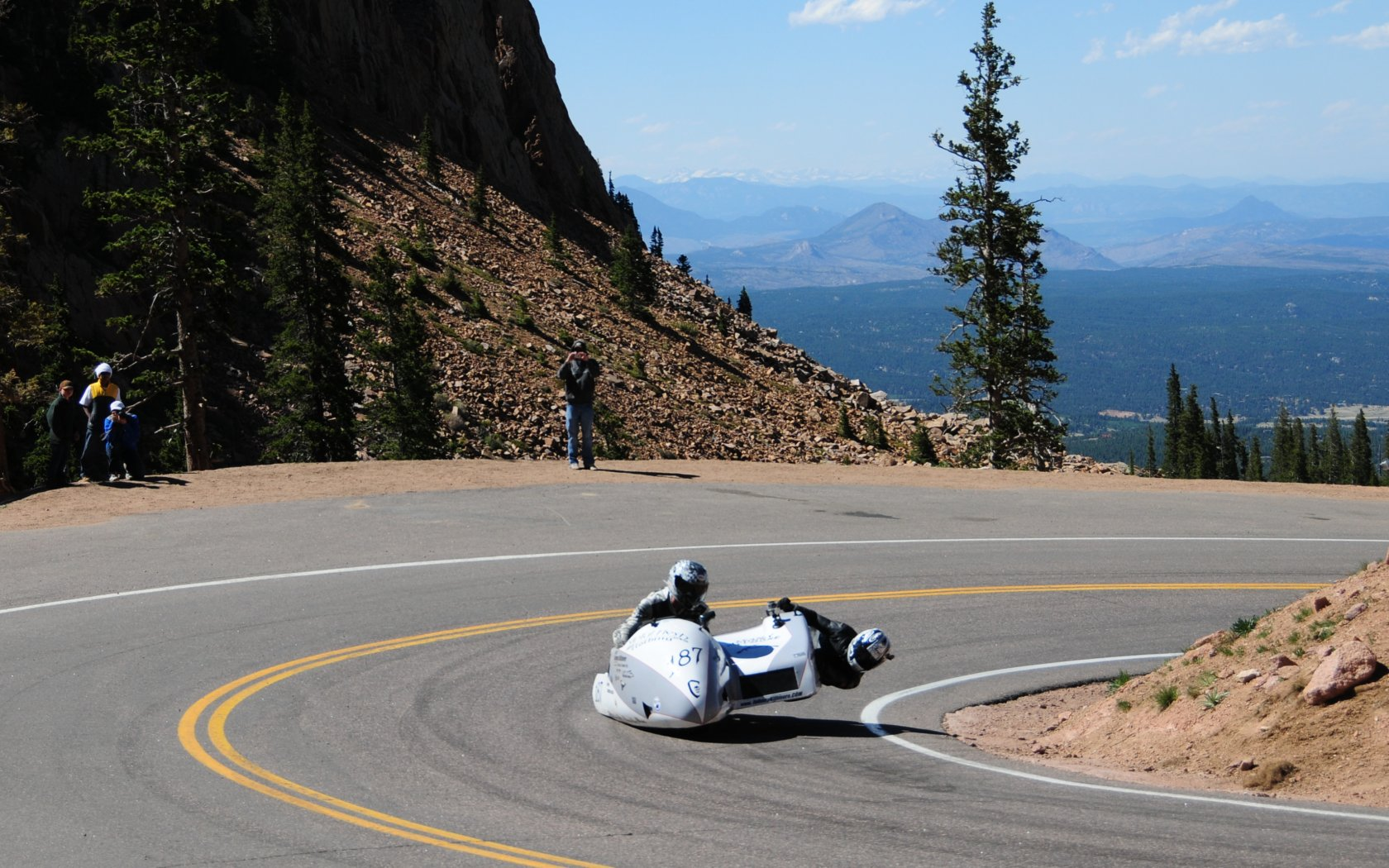
Motorradrenngespann der Formel 2 beim Pikes Peak International Hill Climb 2011 (Bergrennen)

## Geschichte

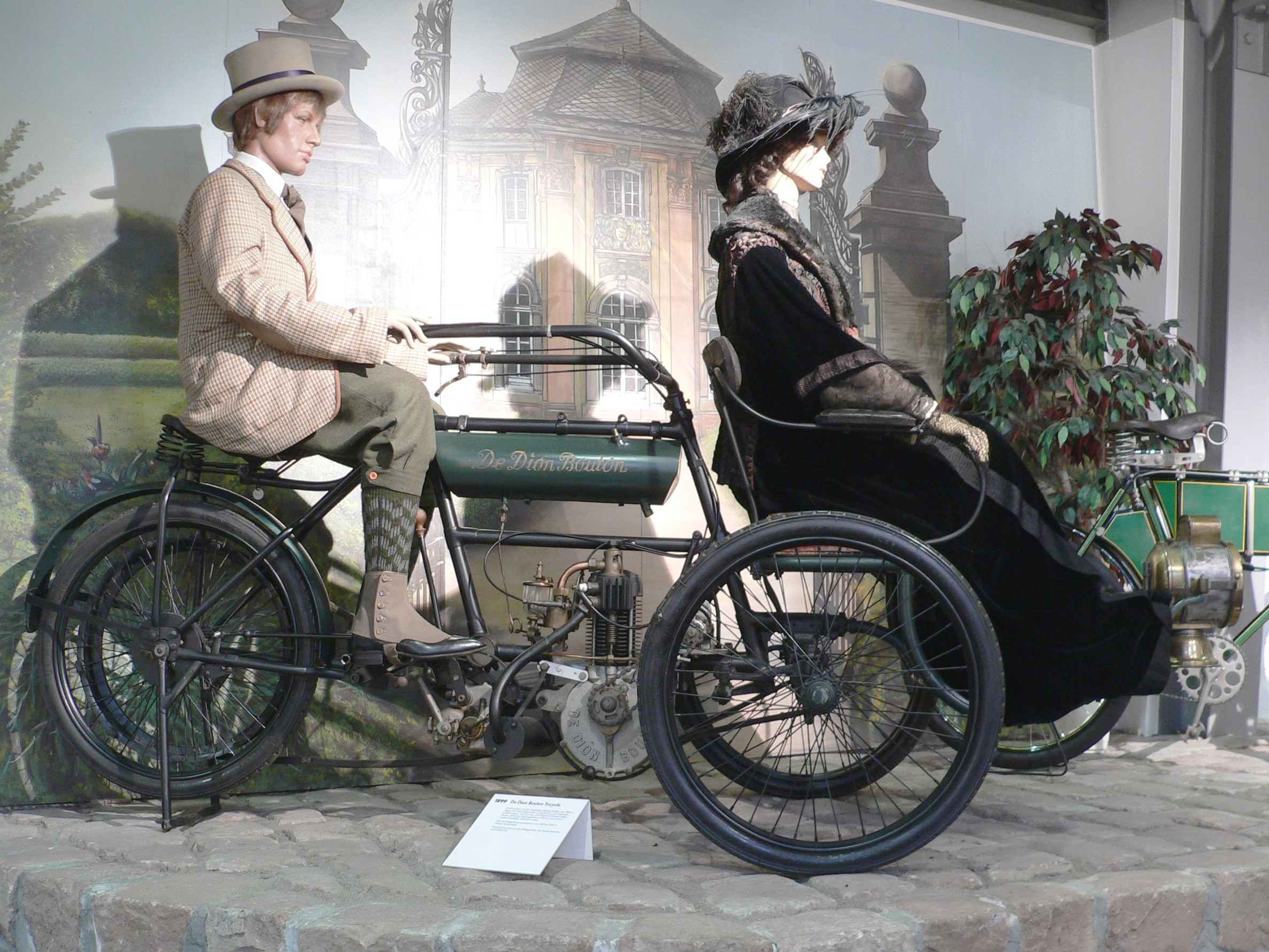
De Dion-Bouton-Vorsteckwagen (1899)

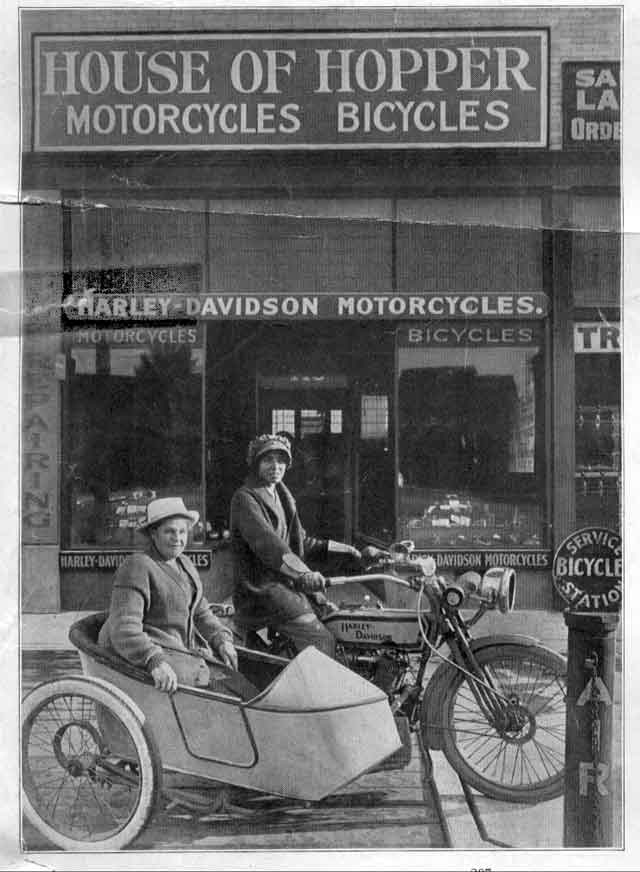
Harley-Davidson-Gespann (1915)

Mills & Fulford (1903)

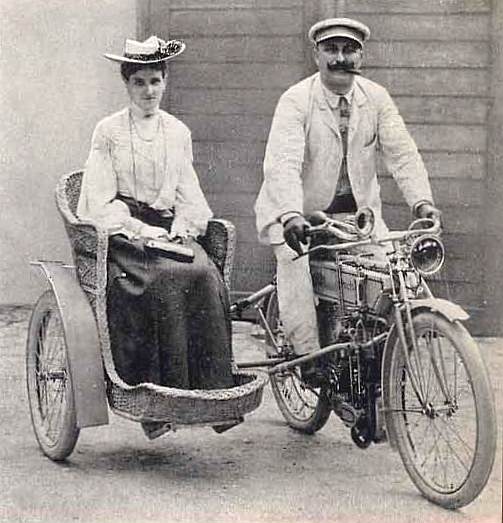
Johann Puch und seine Ehefrau Maria mit Puch 4 HP Beiwagenmaschine 1905

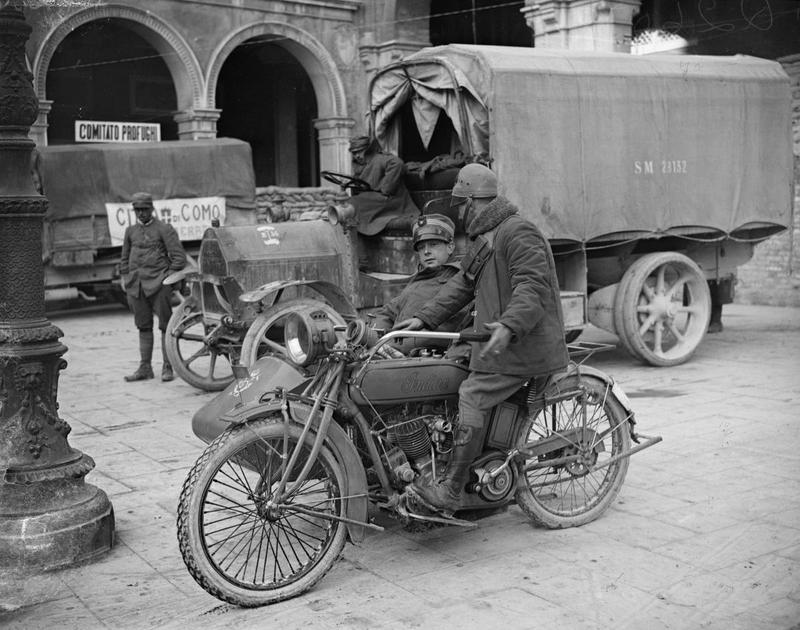
Indian-Gespann (1917)

### Vorsteckwagen
Der Vorläufer des Motorrades mit Beiwagen war der „Vorsteckwagen“, bei dem das Motorrad mit demontiertem Vorderrad in einen einachsigen Hilfsrahmen gesetzt wurde. Auf dem Hilfsrahmen war ein Korbsessel montiert, auf dem der Passagier saß. Erste Exemplare erschienen vor 1900 in Frankreich, Motorlieferant war De-Dion-Bouton. In ähnlicher Bauweise gab es Gepäckdreiräder die, wie der Vorsteckwagen, nach der Jahrhundertwende rasch Verbreitung fanden. 1907 hatte die damalige Firma Bielefelder Maschinenfabrik AG, vormals Dürkopp & Co. Vorsteckwagen als Ergänzungen zu den Motorrädern im Angebot.

### Erster Beiwagen
1902 soll der englische Anhängerbauer Mills & Fulford in Coventry den ersten Beiwagen, der seitlich am Motorrad angehängt wurde, gebaut haben. Der Beiwagen bestand aus einem Korbsessel, der mit einer schwenkbaren Einrichtung versehen den Beiwagen kurventauglicher machen sollte.
Mills & Fulford entwickelten 1903 einen Doppelseitenwagen; am Motorrad von Humber wurde links und rechts je ein Korbsessel angebracht.
Die Brüder William-John und Sidney-Charles Graham erhielten am 29. April 1903 ein französisches Patent auf einen Seitenwagen, der als „Beisteckwagen“ bezeichnet wurde. Dieses Datum gilt als der offizielle Geburtstag des Seitenwagens.
Bereits um 1905 erschienen die ersten Motorräder von den NSU Motorenwerken, bei denen ein Beiwagen an der rechten Motorradseite angebracht wurde. 1912 erfand Thomas Frederick Watson den klappbaren Beiwagen und gründete „The Watsonian Folding Sidecar Co“, Birmingham, heute unter der Firmenbezeichnung „Watsonian-Squire Ltd.“, der älteste noch existierende Beiwagenhersteller der Welt.

### Erster Weltkrieg/Mexikanische Strafexpedition
1914 stellte Clyno für die britischen Streitkräfte im Ersten Weltkrieg eine A.J.S.-Seitenwagenmaschine mit Vickers-Maschinengewehr in größeren Stückzahlen her. 1915 erschien ein Maschinengewehrträger der NSU Motorenwerke, anders als bei der Clyno war das Maschinengewehr entgegen der Fahrtrichtung auf dem Beiwagen montiert. 1916 setzte die US-Armee bei der Mexikanischen Strafexpedition der USA unter John J. Pershing Gespanne von Harley-Davidson mit der Zugmaschine 16J als Kriegsgerät ein, auf dem europäischen Kriegsschauplatz kamen ab 1917 Indian-Gespanne zum Einsatz.

### Zwischen den Weltkriegen
Der Beiwagen mit einem Korbgeflecht-Sessel wurde vom „Boot“ nach dem Ersten Weltkrieg abgelöst. In den 1920er und 1930er Jahren wuchsen die Entwicklungen aus den Kinderschuhen heraus, der Beiwagen war aus dem Verkehrsgeschehen nicht mehr wegzudenken; Hunderte von Motorrad- und Beiwagenhersteller wurden gegründet. Ob als Taxi, Handwerker- und Lastenfahrzeug oder nur zum Personentransport, das Gespann ermöglichte den Einstieg in die motorisierte Mobilität. Bedeutende Beiwagenhersteller entstanden, beispielsweise Steib – vor dem Zweiten Weltkrieg der größte Beiwagenhersteller der Welt, Stoye, Stolz, KALI und Royal. 1930 erhielt Walter Stoye ein Patent auf eine „Vorrichtung zum lösbaren Befestigen von Beiwagen an Kraftzweirädern“. Durch den Stoye-Kugelschnellverschluss konnte der Beiwagen schnell vom Motorrad gelöst und dieses „solo“ bewegt werden; dieser Schnellverschluss wurde in den 1930er Jahren bei allen deutschen Seitenwagenherstellern eingeführt. 1938 wurden in Deutschland rund 15.000 Seitenwagen ausgeliefert.

### Zweiter Weltkrieg
Bereits vor dem Zweiten Weltkrieg entwickelten in Frankreich Gnome et Rhône mit der Gnome et Rhône AX II, in Belgien die Hersteller Gillet mit dem Modell Gillet Herstal 720 AB, FN mit der FN M12, Saroléa mit der Saroléa 38H, Militärgespanne, die über eine hydraulische Beiwagenbremse, ein angetriebenes Seitenwagenrad sowie Gelände- und Rückwärtsgang verfügten. Während des Zweiten Weltkriegs wurden spezielle Militärgespanne entwickelt, die zu Tausenden gebaut und eingesetzt wurden. In Deutschland waren dies die ab 1941 gebauten Wehrmachtsgespanne Zündapp KS 750 Gespann und BMW R 75 Gespann. Trotz der aufwändigen Konstruktion der Wehrmachtsgespanne konnten diese hinsichtlich der Verwendungsmöglichkeiten nicht an die Gebrauchsfähigkeit eines Kübelwagens anknüpfen.

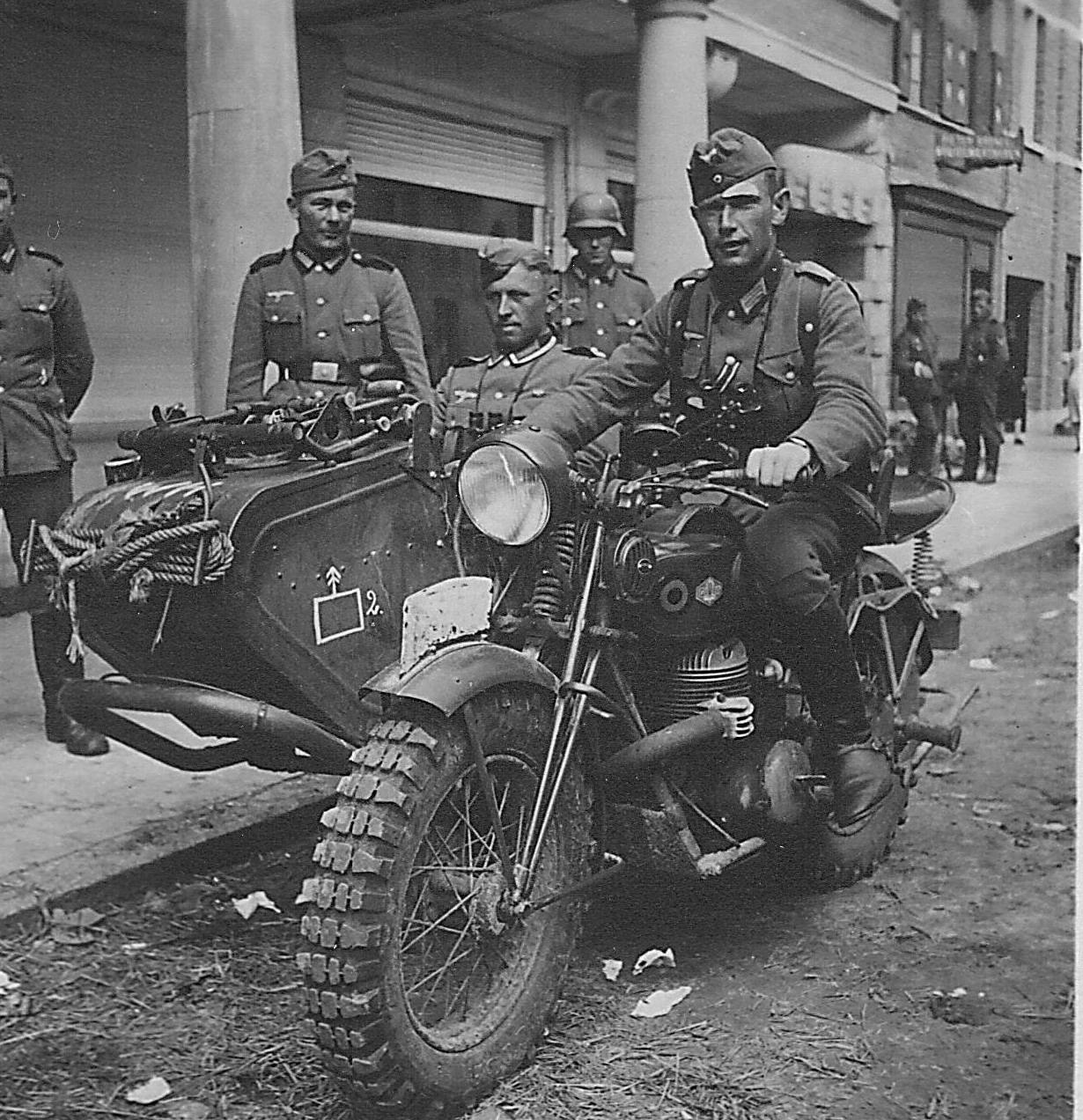
Gillet Herstal 720 AB
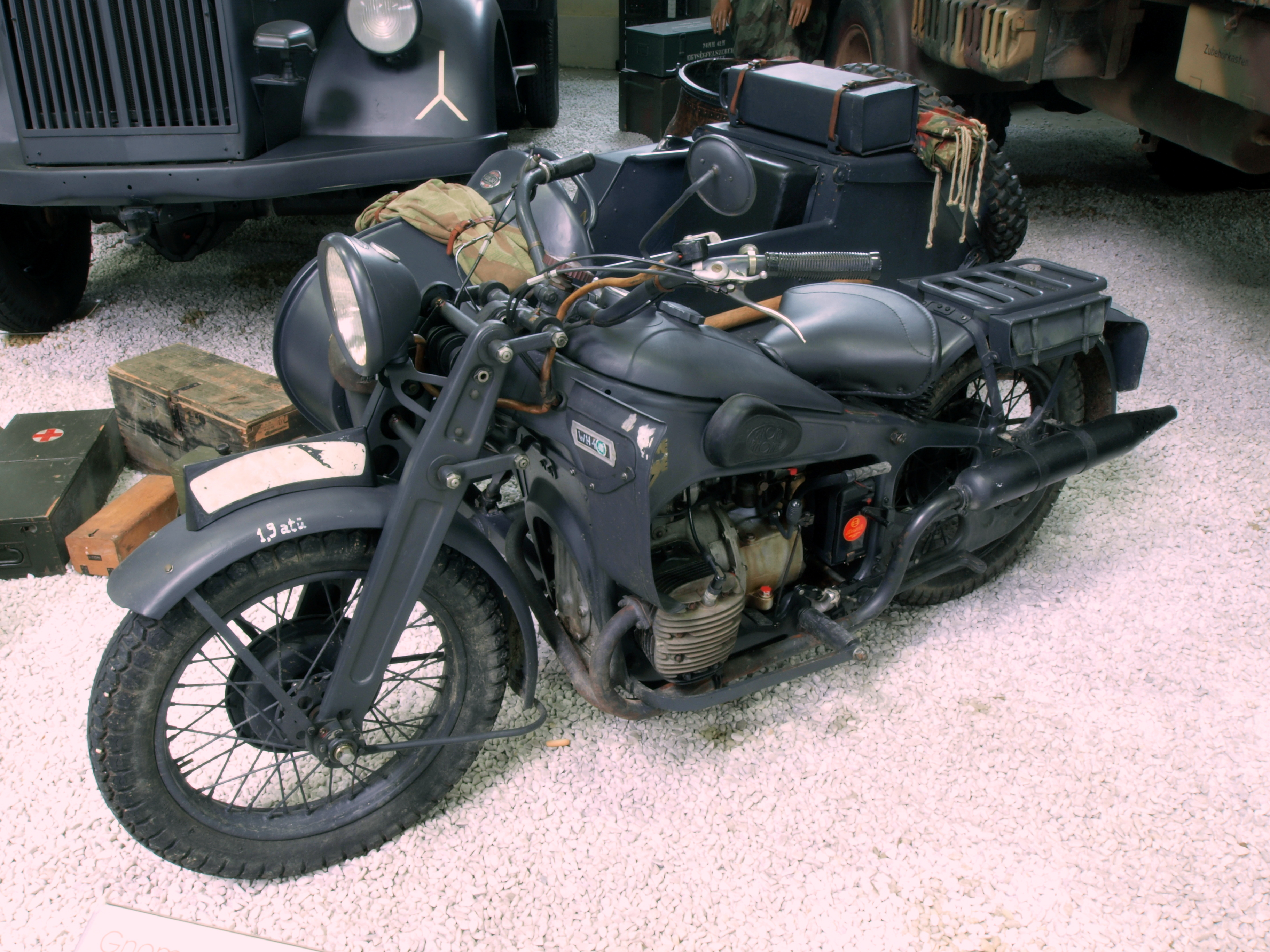
Gnome et Rhône AX II
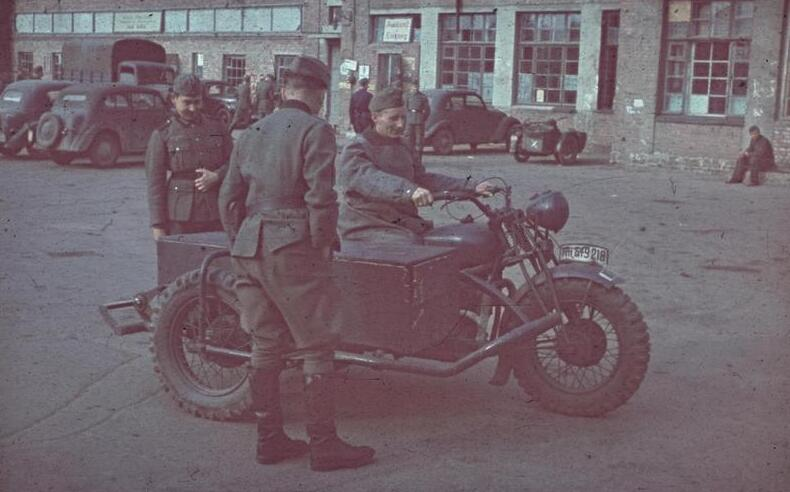
FN M12a SM
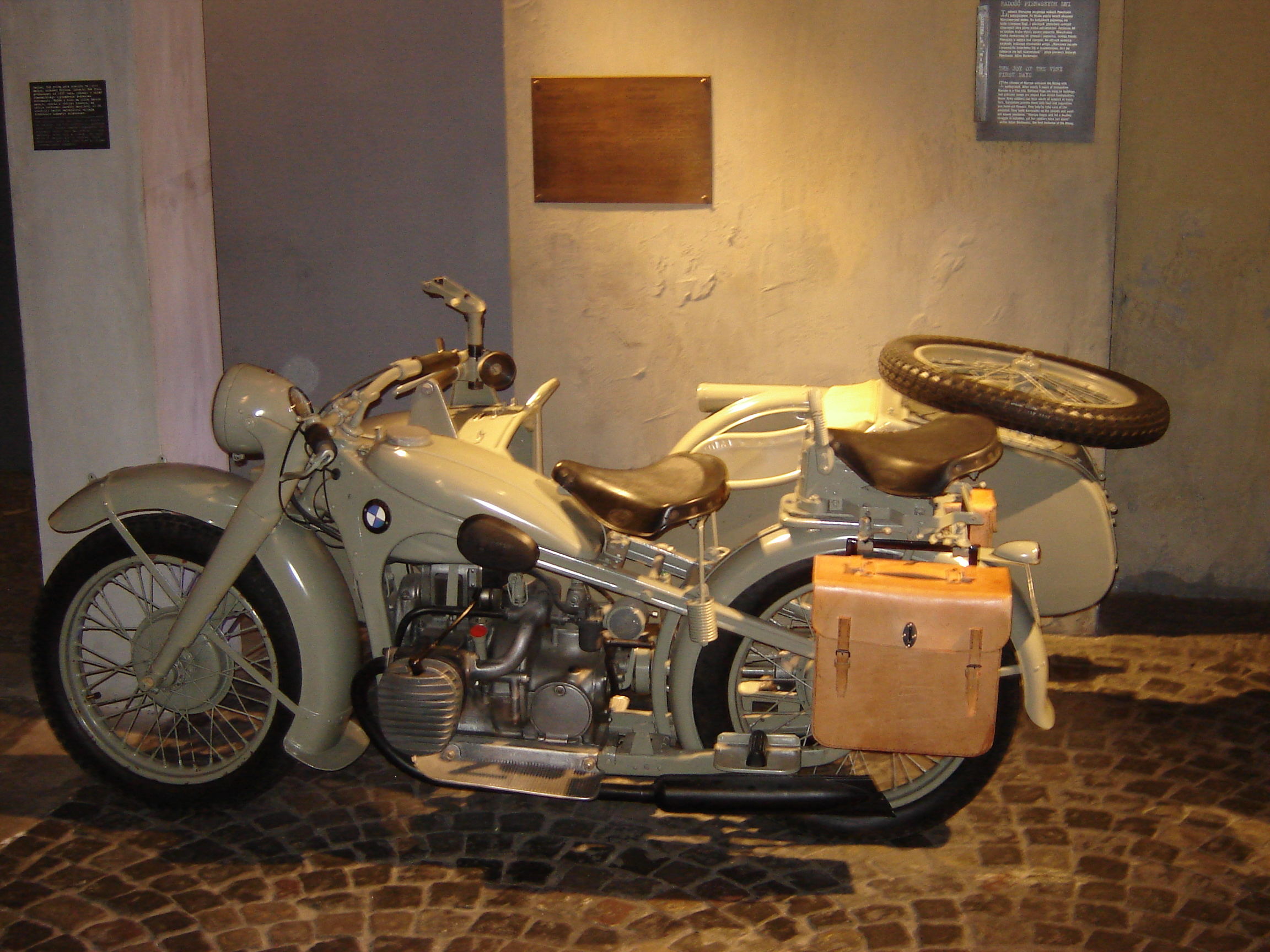
BMW R 75
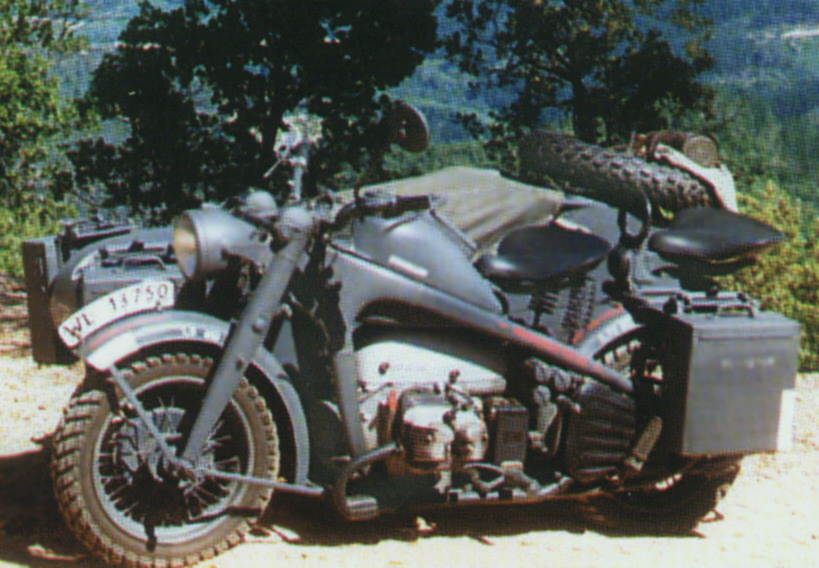
Zündapp KS 750
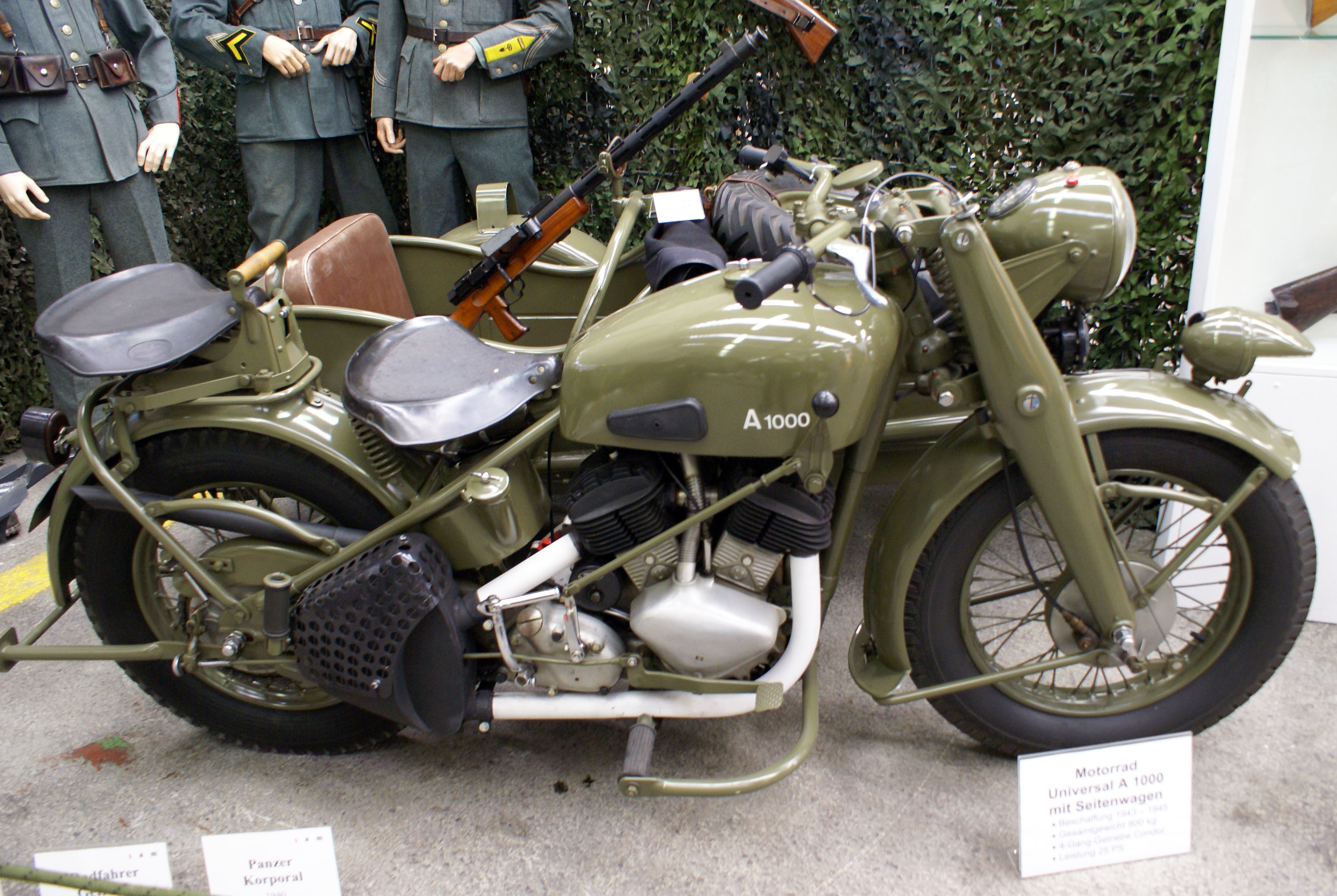
Universal A 1000

### Nachkriegszeit
Eine Neuentwicklung nach dem Zweiten Weltkrieg war die überwiegend im Gespannbetrieb eingesetzte Zündapp KS 601. Ab Mitte der 1950er Jahre wurden Gespanne zunehmend durch die aufkommende Massenmotorisierung der Autoindustrie verdrängt; insbesondere die Verfügbarkeit des VW Käfer sorgte für ein Umdenken. 1965 stellte der ehemalige Weltmarktführer Steib die Produktion ein.

„Das Image des Motorrads, mit und ohne Seitenwagen, wandelte sich schlagartig zum Arme-Leute-Fahrzeug.“

Waren in den 1960er Jahren Solomaschinen nahezu aller Hersteller noch gespanntauglich, ging 1969 mit dem Ende der Schwingen bei BMW die Gespann-Ära zu Ende, da kein Großserienmotorrad danach hinsichtlich des Motorradrahmens seitenwagentauglich war. Ab 1971 lieferte als einer der wenigen Hersteller in größeren Stückzahlen MZ (damals noch DDR) über den Alleinvertrieb Neckermann Komplettgespanne des Typs MZ ES 250/2 Trophy in die Bundesrepublik Deutschland. Der MZ-Seitenwagen („Superelastik“) wurde auch an andere Motorräder angeschlossen.

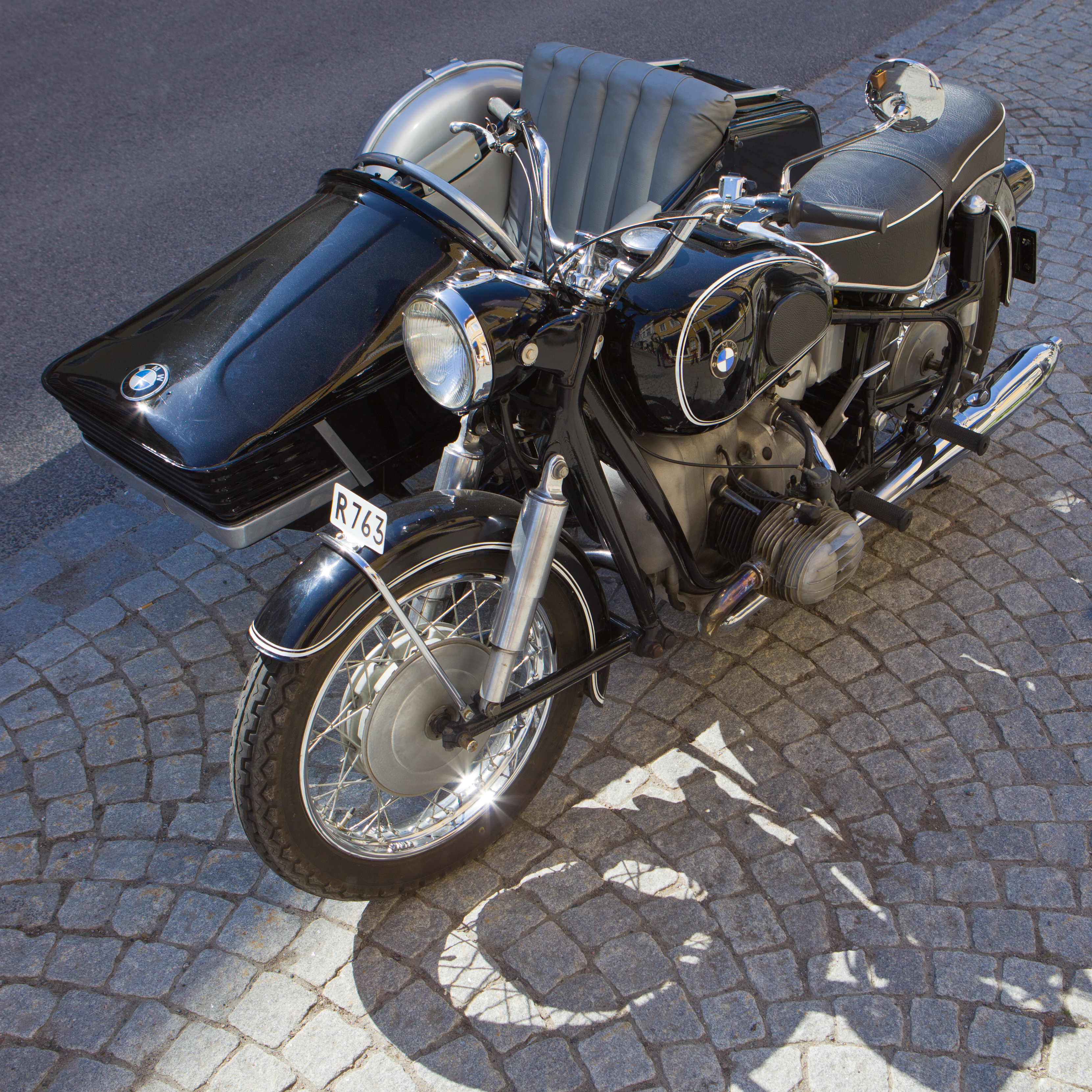
BMW-Gespann mit Stoye-Seitenwagen
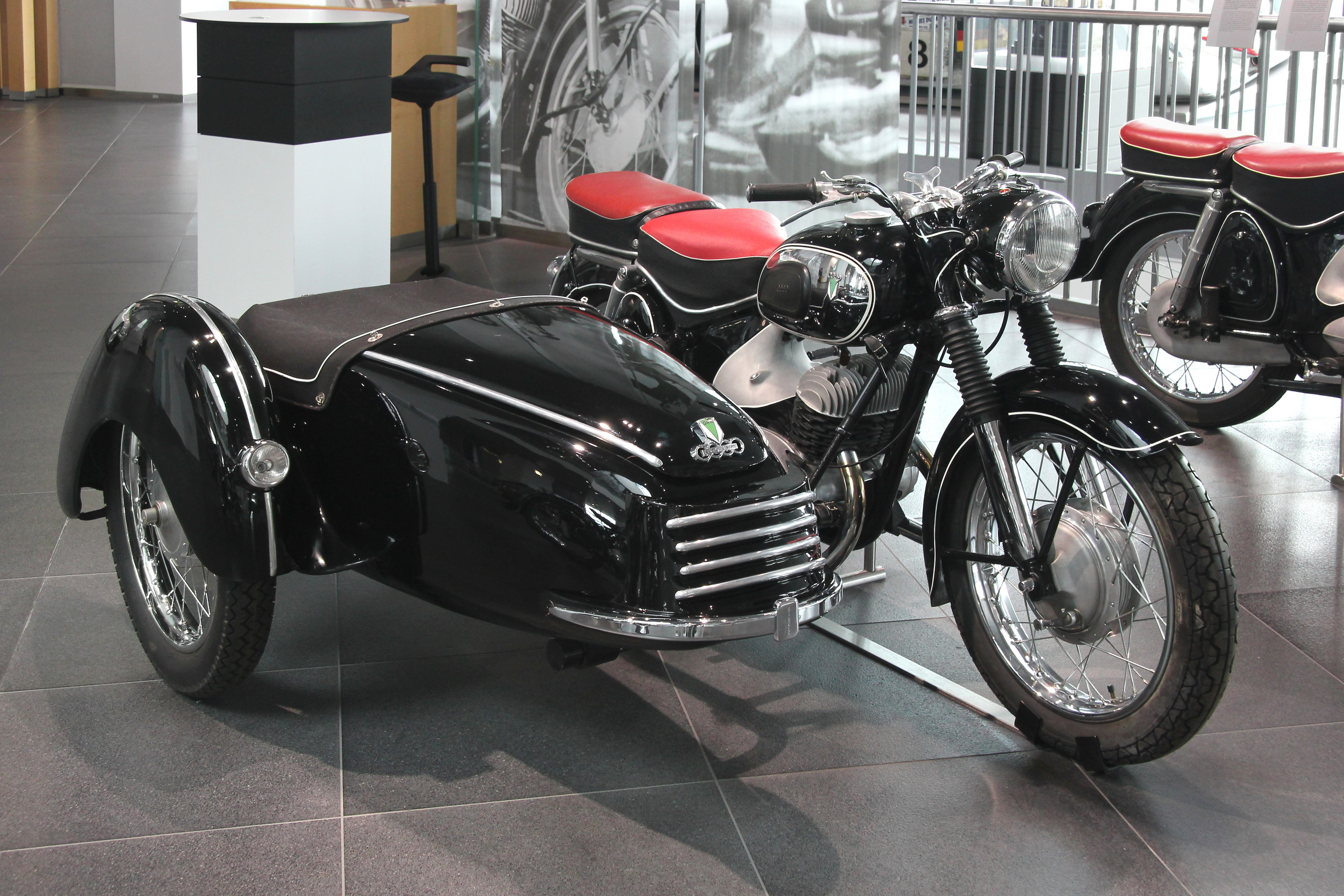
DKW RT 350 mit Binder-Seitenwagen
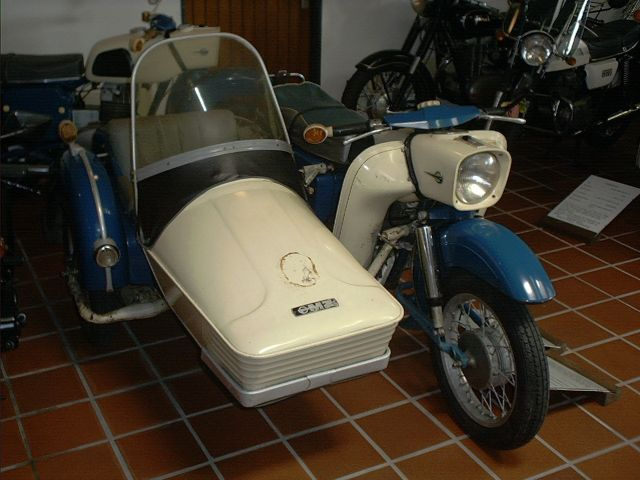
MZ ES 250/2 mit Stoye-Seitenwagen
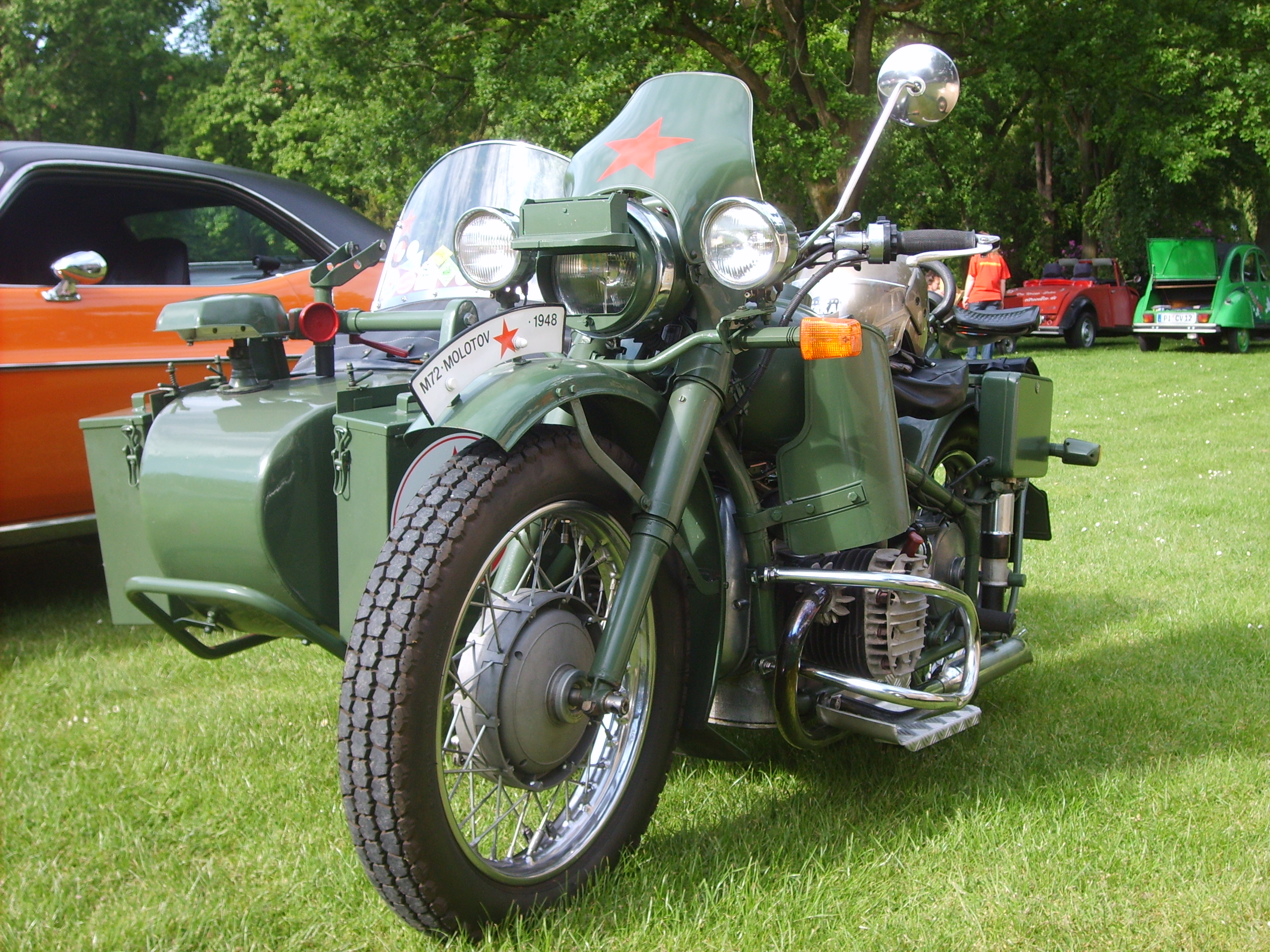
M-72-Gespann
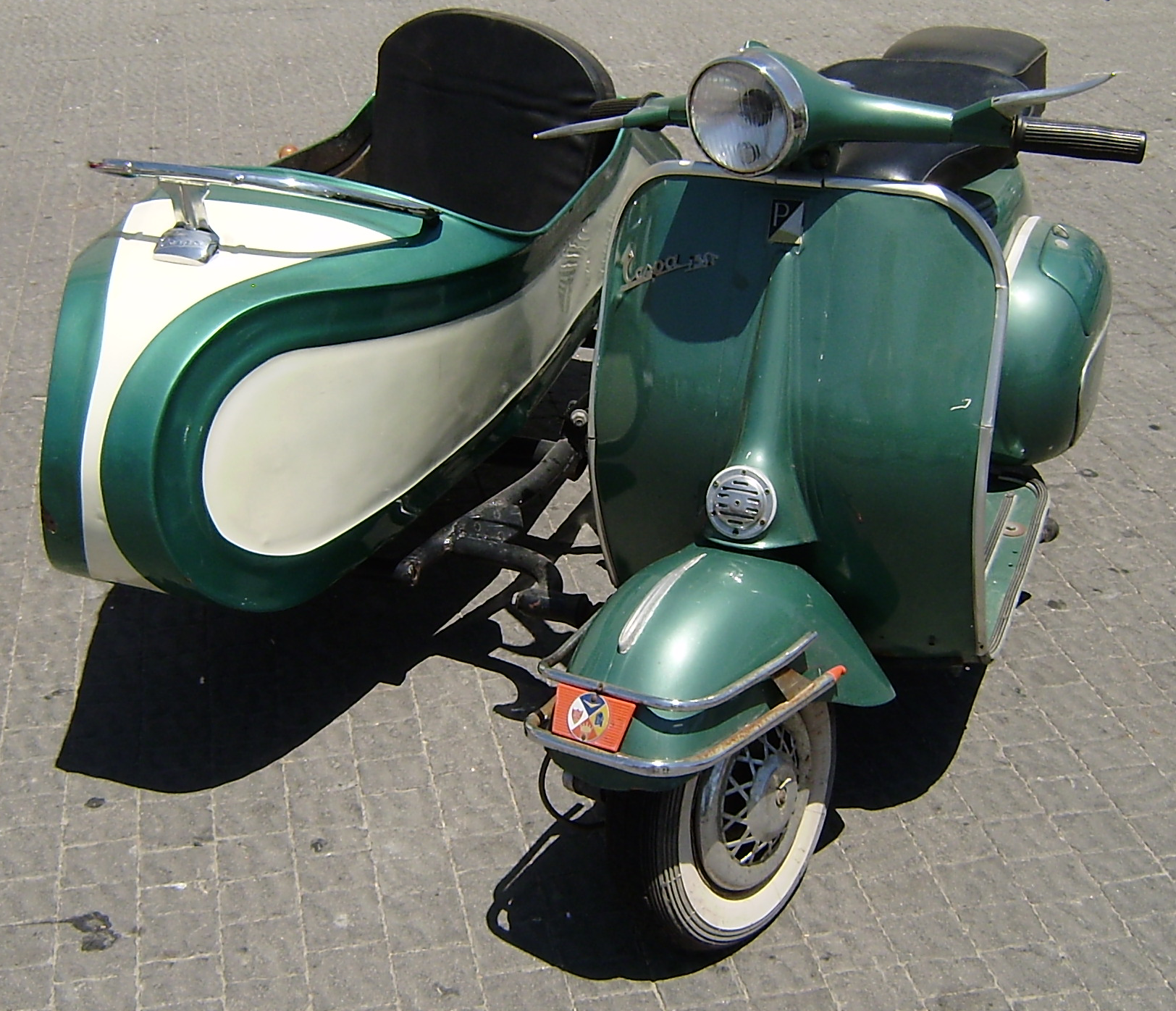
Vespa-Gespann
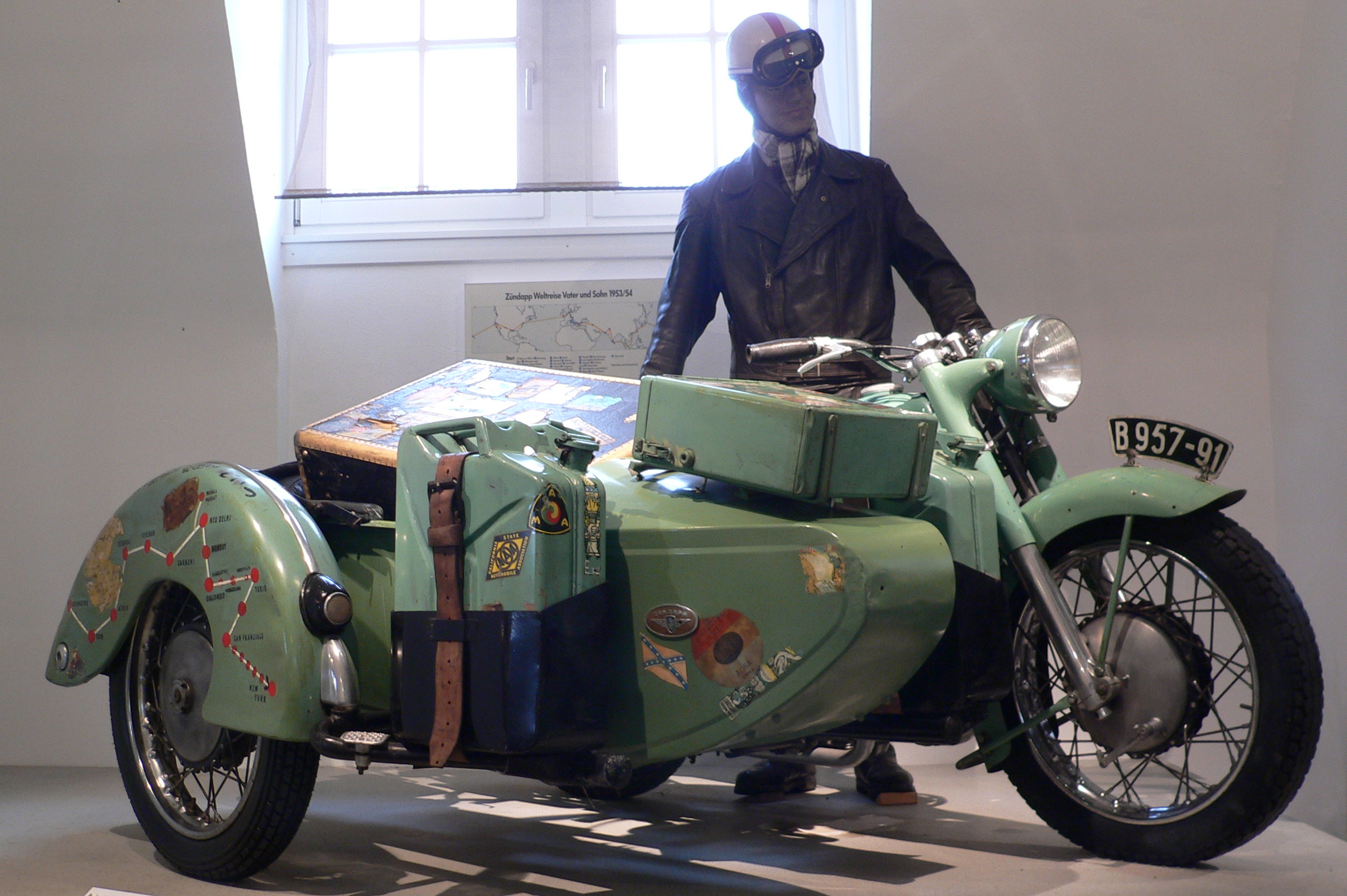
Zündapp KS 601-Gespann mit Steib-Seitenwagen
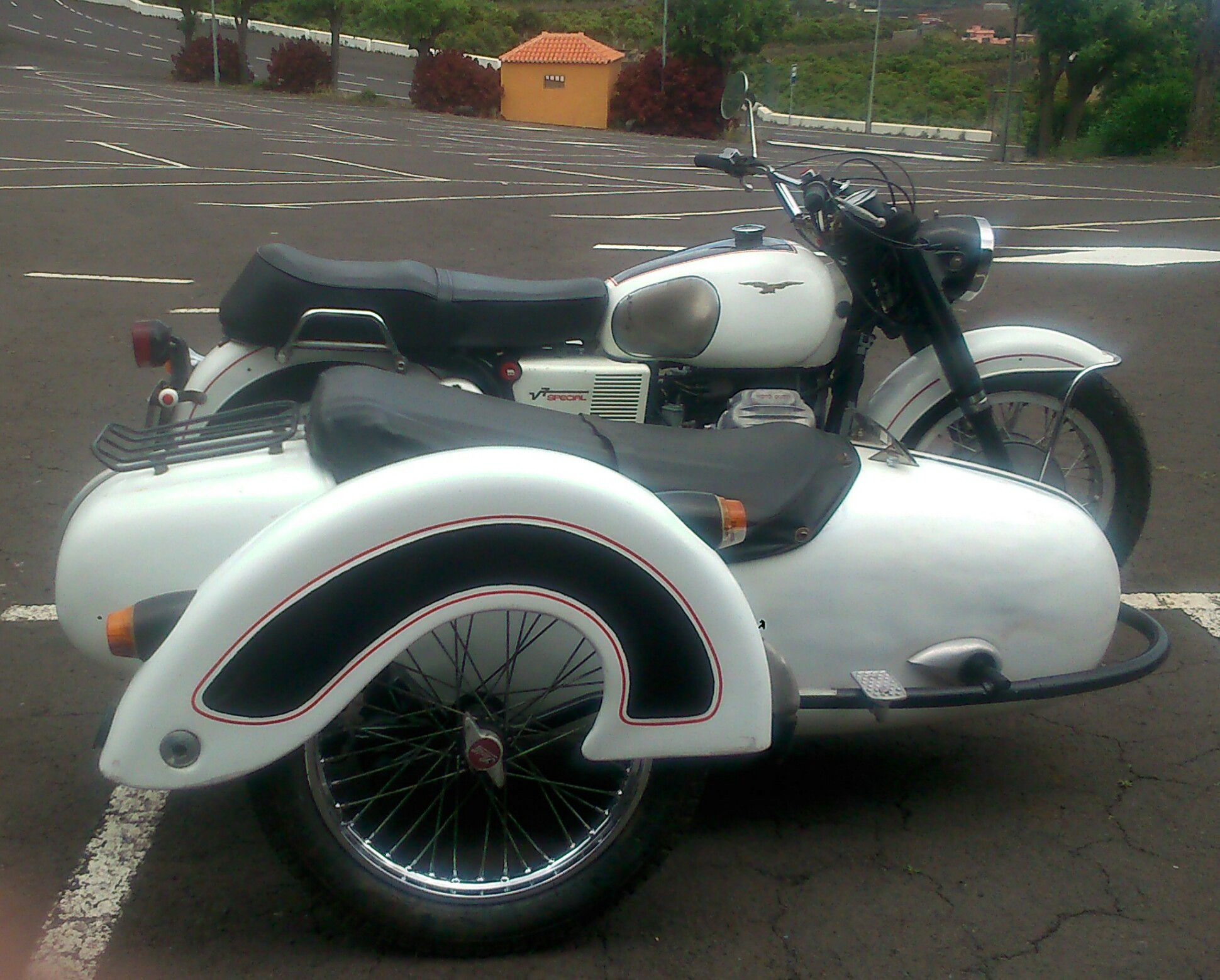
Moto Guzzi V7 Special + Steib S 250

### Neuzeit
Von 1914 bis 2011 hatte Harley-Davidson Beiwagen im Verkaufsprogramm. Das Modell CLE mit Blattfederung wurde unverändert von 1930 bis in die 1980er Jahre gebaut; diverse Umrüster bieten Beiwagen für Harley-Davidson Motorräder bis heute an. Bei MZ konnte bis 1989 ein Seitenwagen ohne größere Änderungen am Motorrad angeschraubt werden. Moto Guzzi war bis 1995 ab Werk mit seinen V-Modellen noch beiwagentauglich. Heute ist faktisch kein Solomotorrad ohne wesentliche Umbauten gespanntauglich, das Motorradgespann ist ein Nischenprodukt geworden. Aktuelle Zahlen des Kraftfahrt-Bundesamtes geben 34.660 zugelassene dreirädrige Kraftfahrzeuge an (Stand: 1. Januar 2017). Dies entspricht einem Zulassungsanteil von 0,8 Prozent im Segment Krafträder. Die EG-Fahrzeugklasse teilt das Motorradgespann in die Klasse L4e ein. Derzeit werden in Deutschland etwa 115 verschiedene Beiwagenmodelle von 50 Beiwagenherstellern – überwiegend hochspezialisierte Kleinbetriebe – angeboten.

Beiwagen der Neuzeit
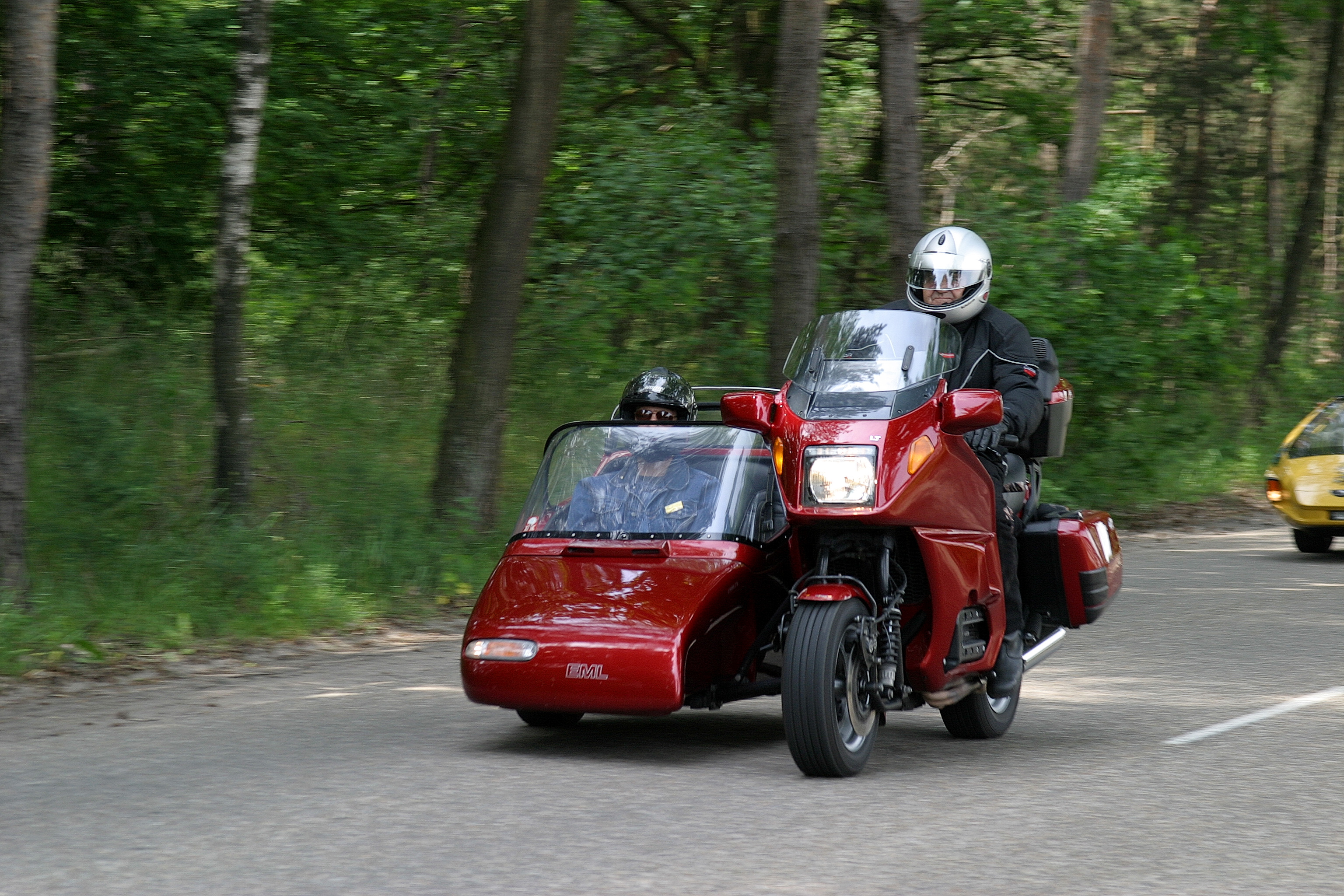
BMW-Gespann mit EML GT 2001 Beiwagen
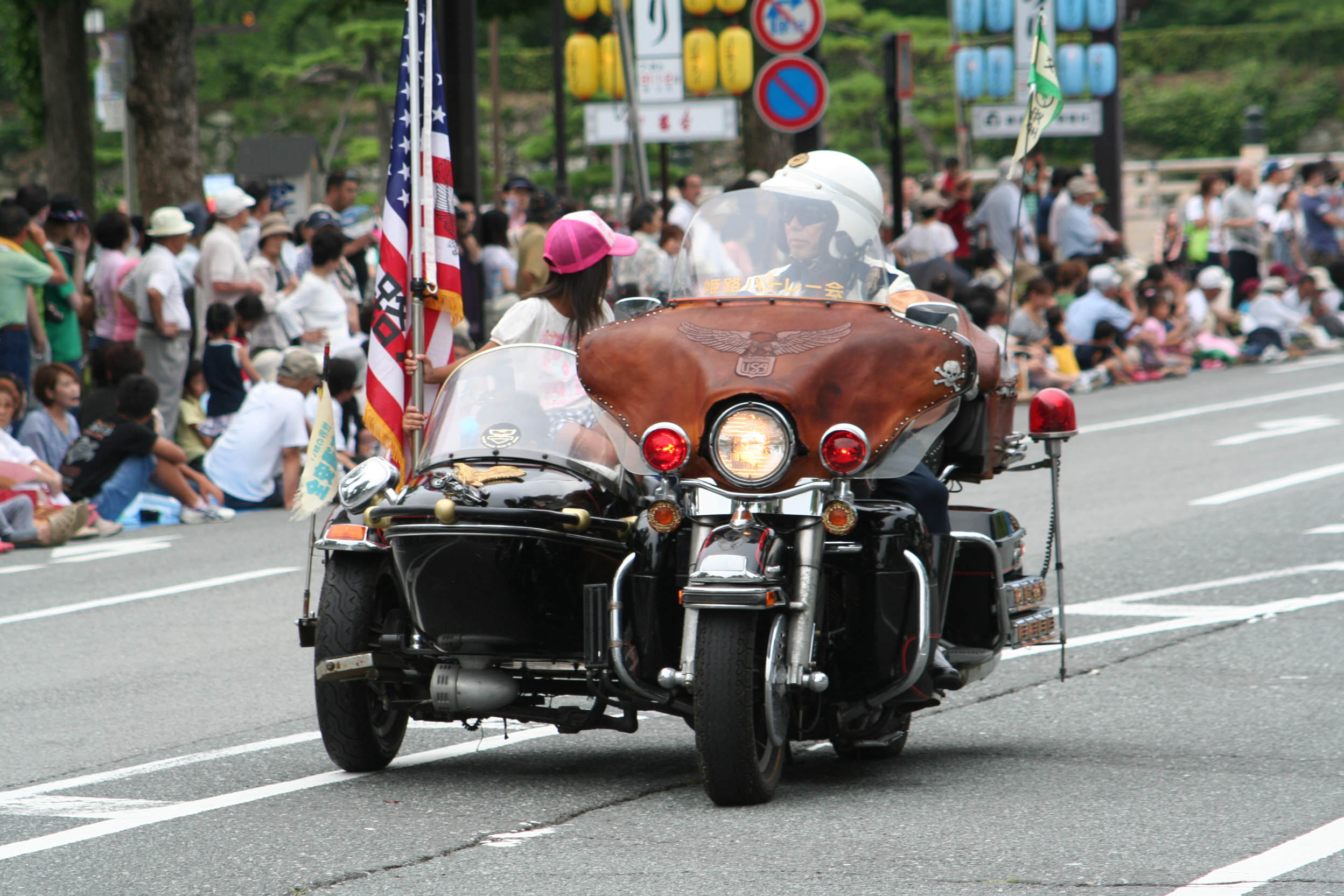
Harley-Davidson-Gespann mit CLE-Beiwagen
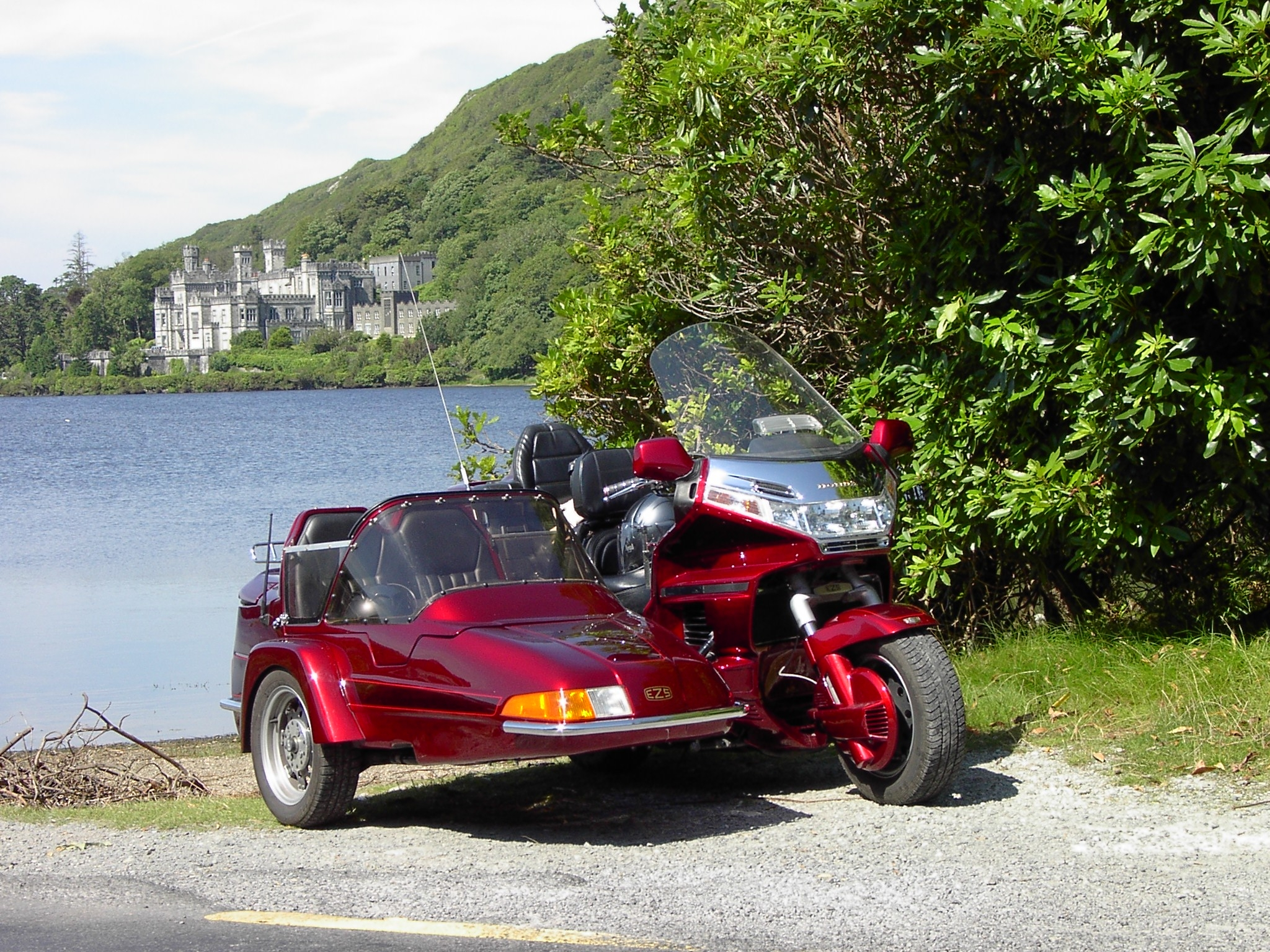
Honda-Gold-Wing-Gespann mit EZS-Beiwagen
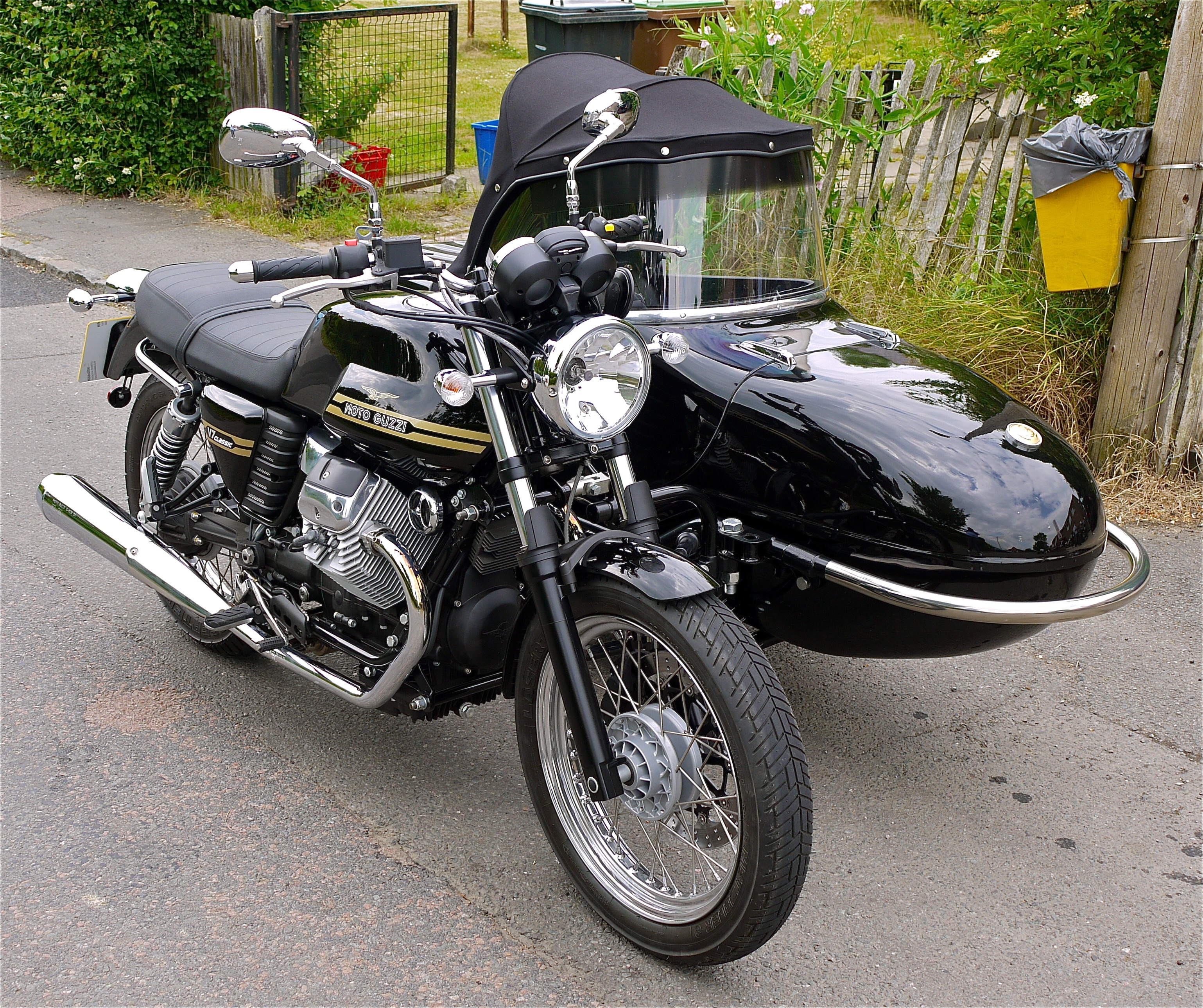
Moto-Guzzi-Gespann mit Watsonian Monaco Beiwagen (links)
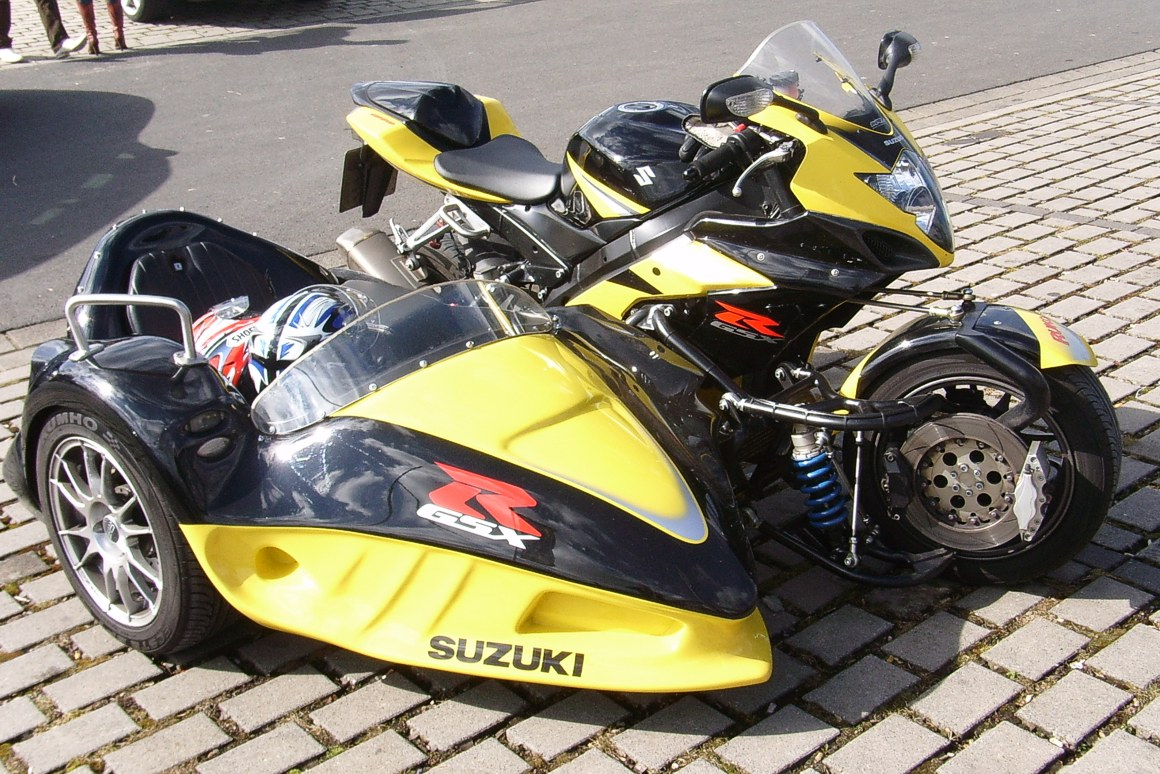
Suzuki GSX-R1000 mit Shark Racer von RUKO
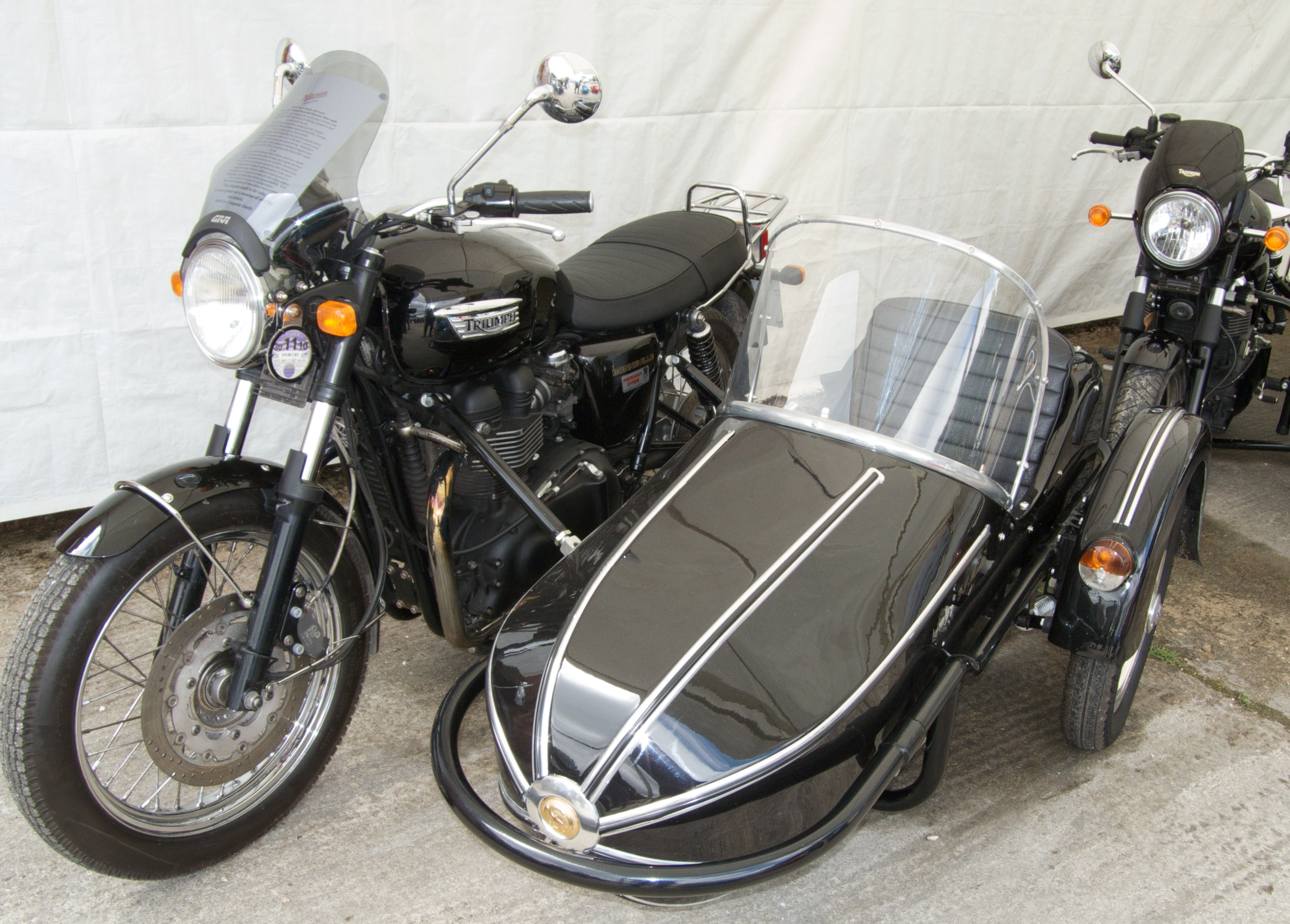
Triumph-Gespann mit Watsonian-GP Classic Beiwagen (links)
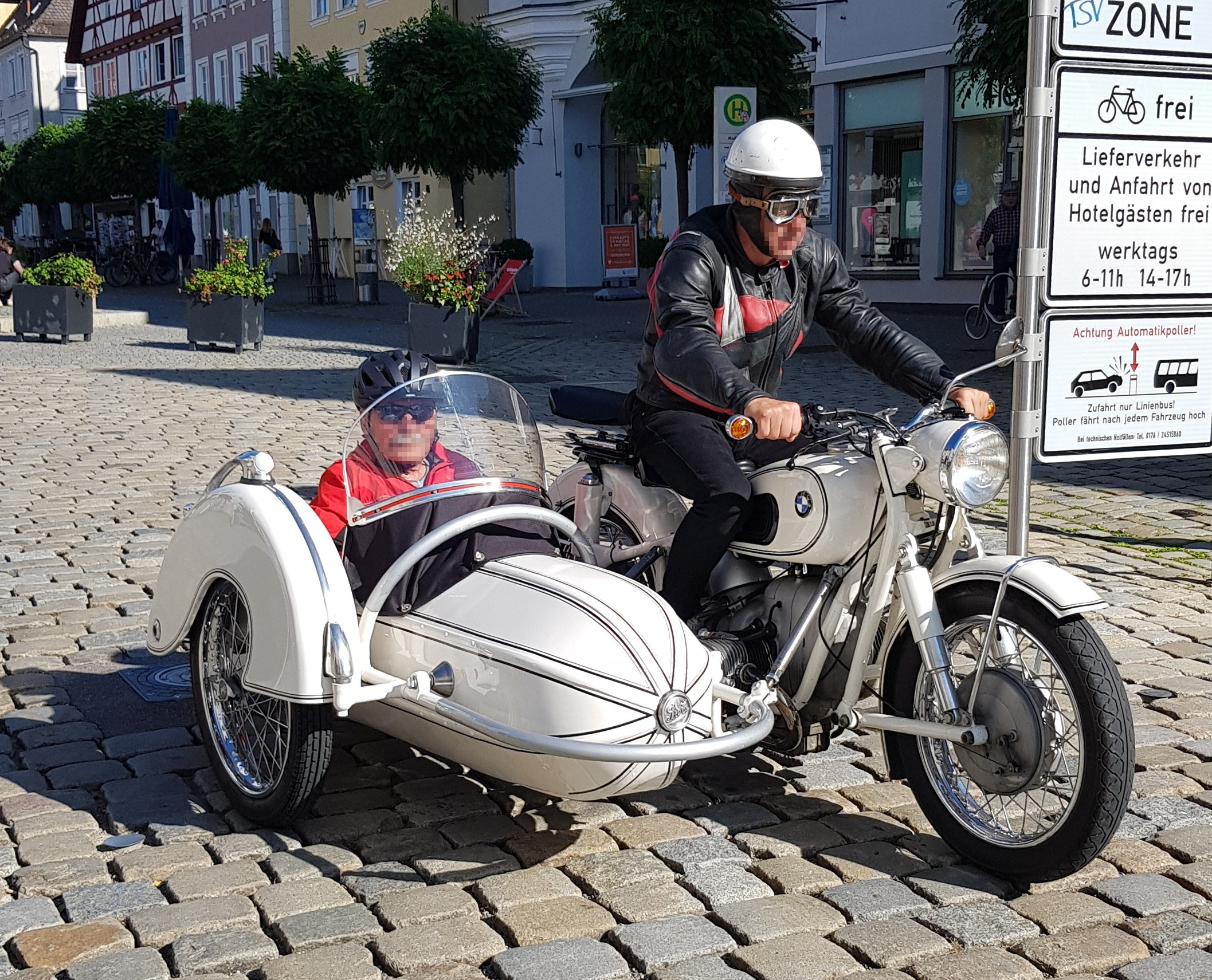
BMW-Gespann mit Steib S 350 Beiwagen (rechts) mit heller Lackierung

Eigenbauten, Umbauten und Sonderbauarten
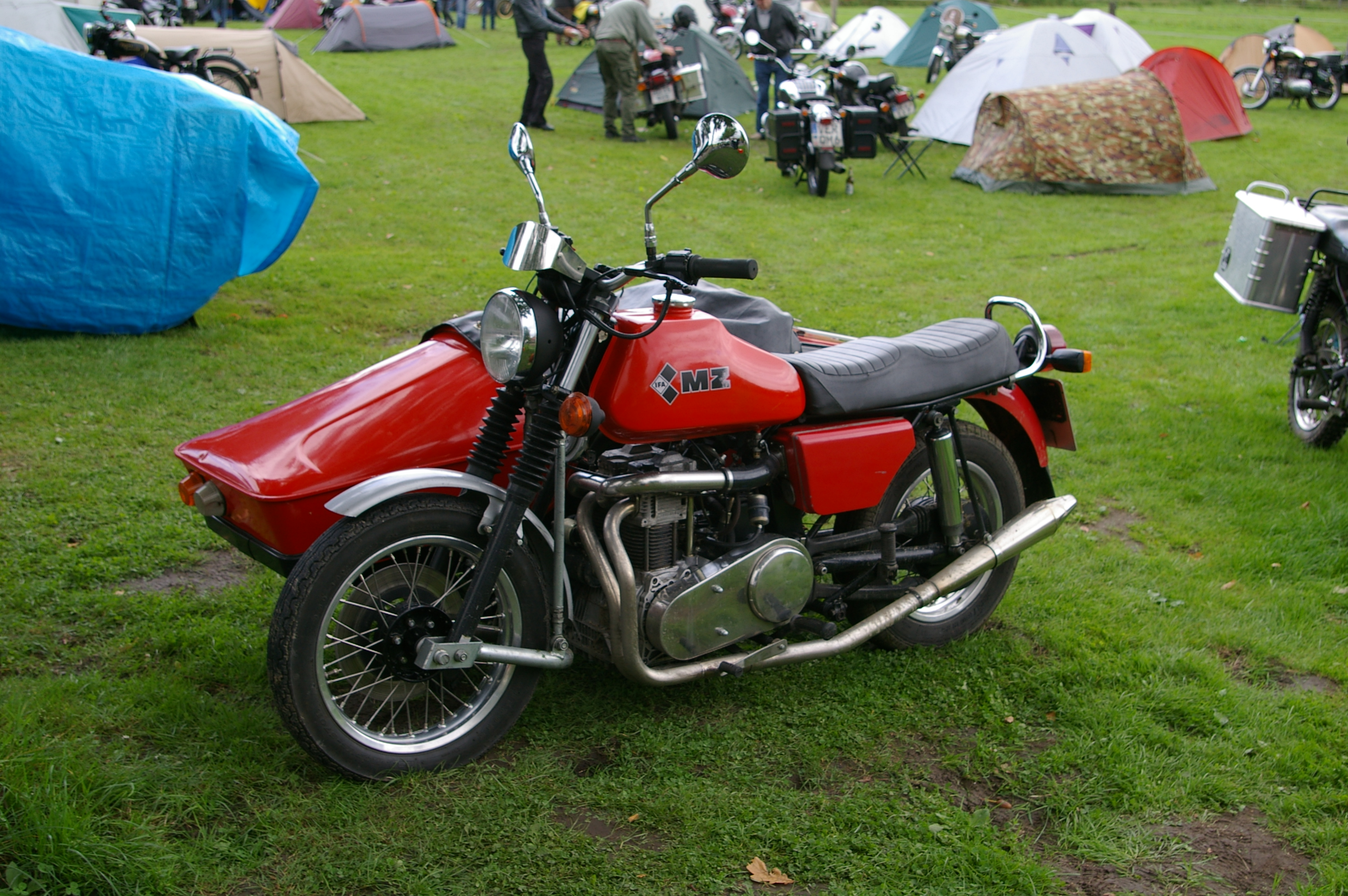
DIY-MZ-Umbau mit Diesel-Zweizylinder und Stoye-Seitenwagen
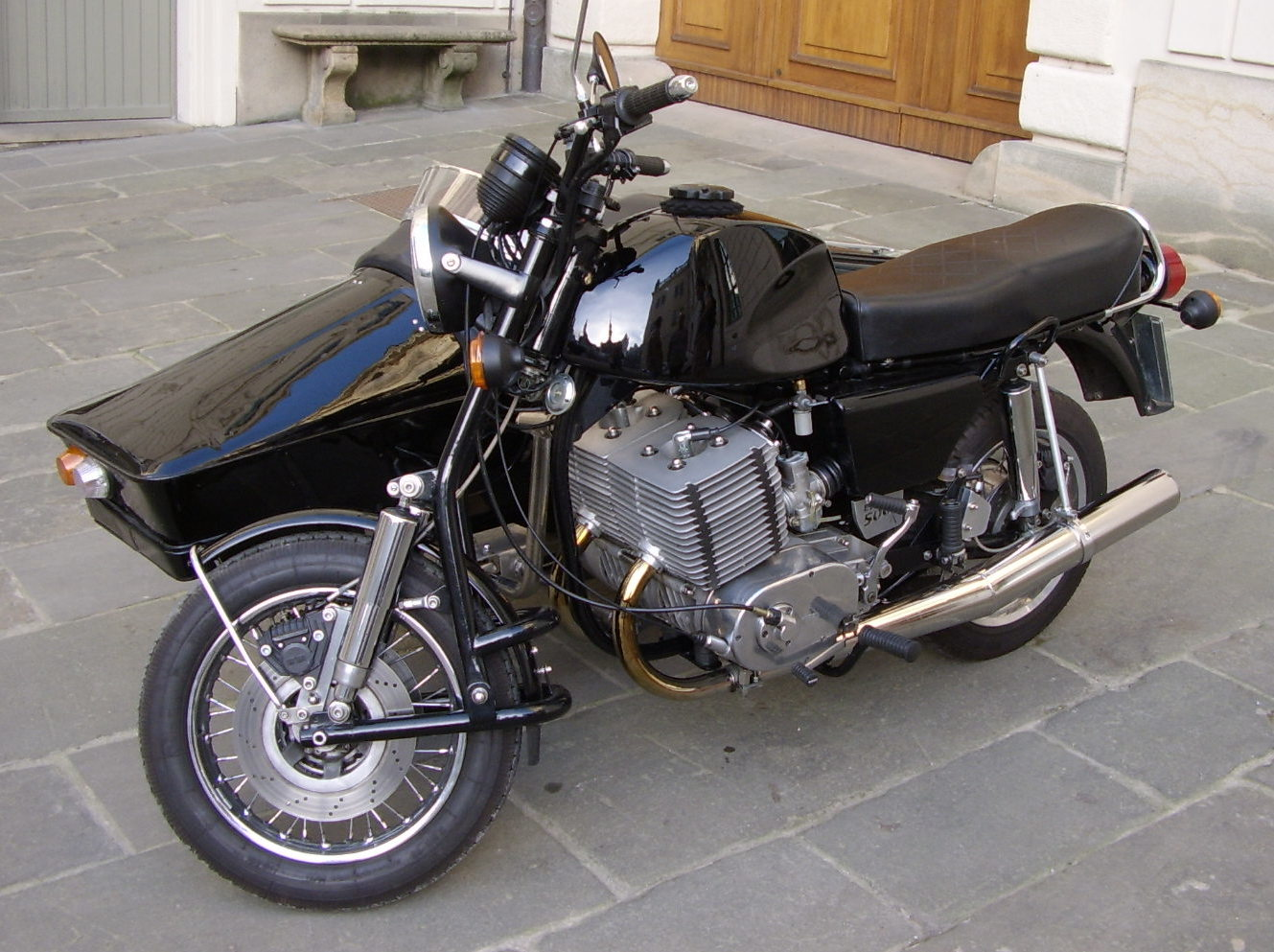
DIY-MZ-Eigenbau mit Zweizylinder-Zweitakt-Motor auf ETZ-Basis
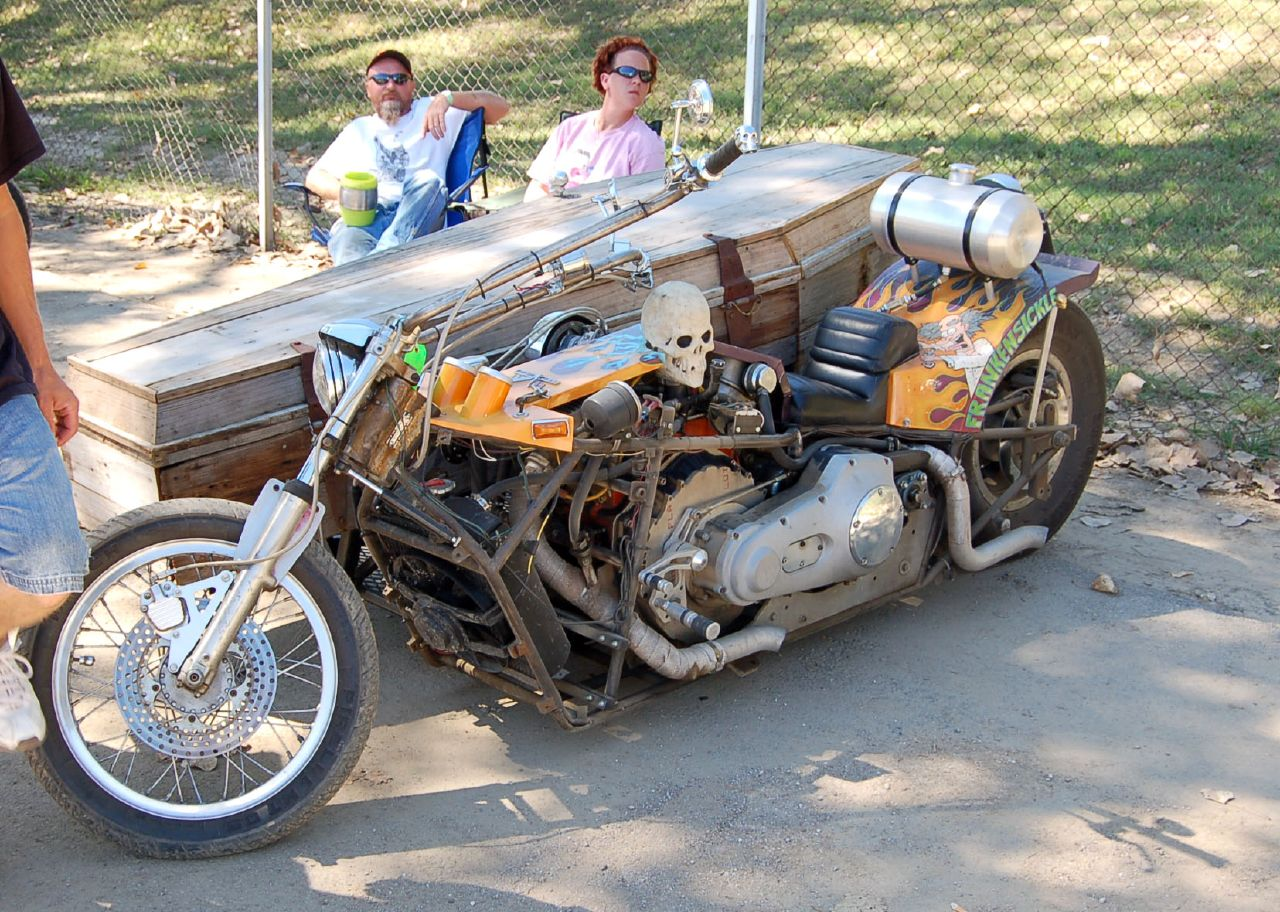
Ratbike-Chopper-Gespann
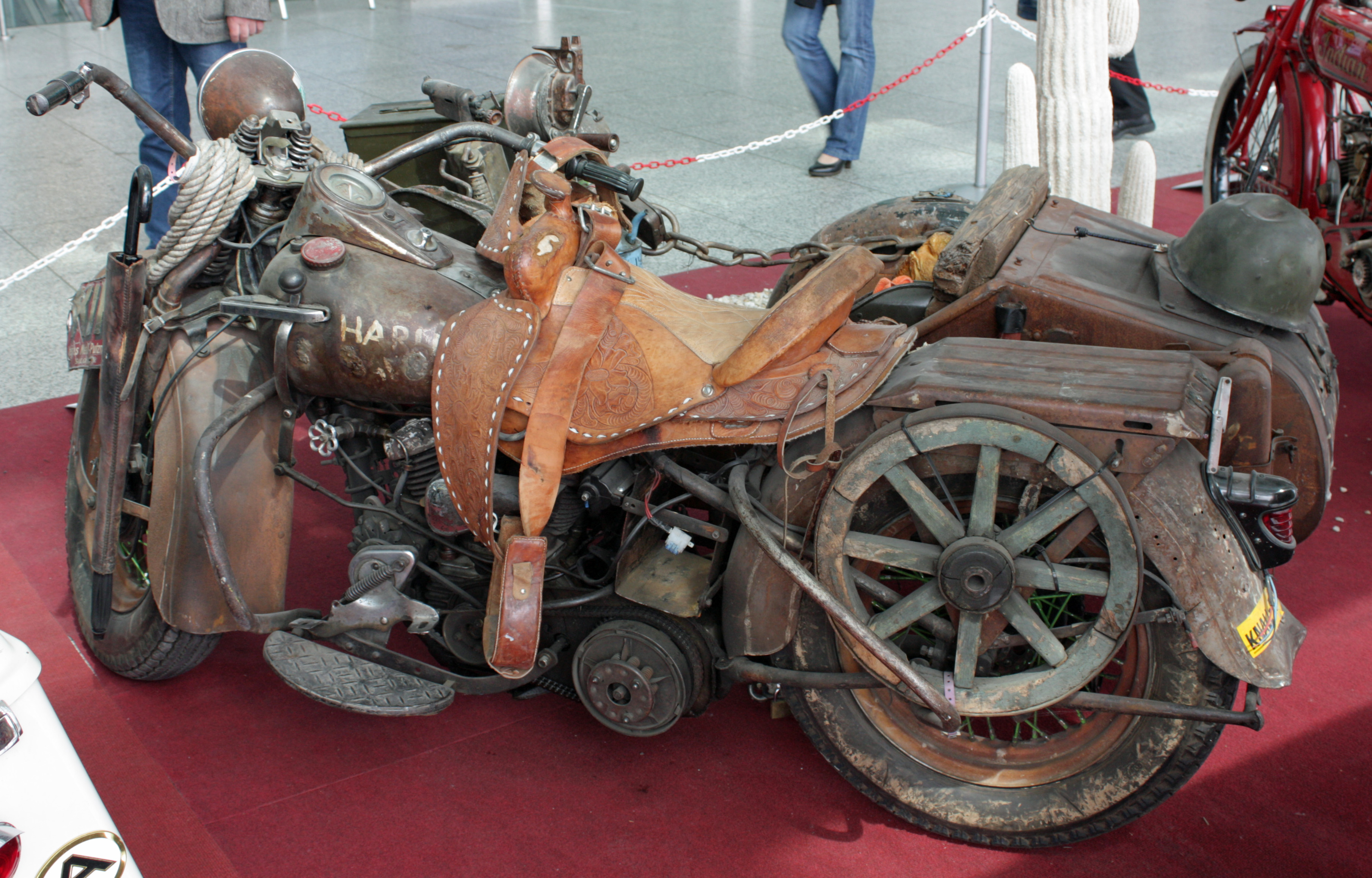
Harley-Davidson Beiwagen-Ratbike
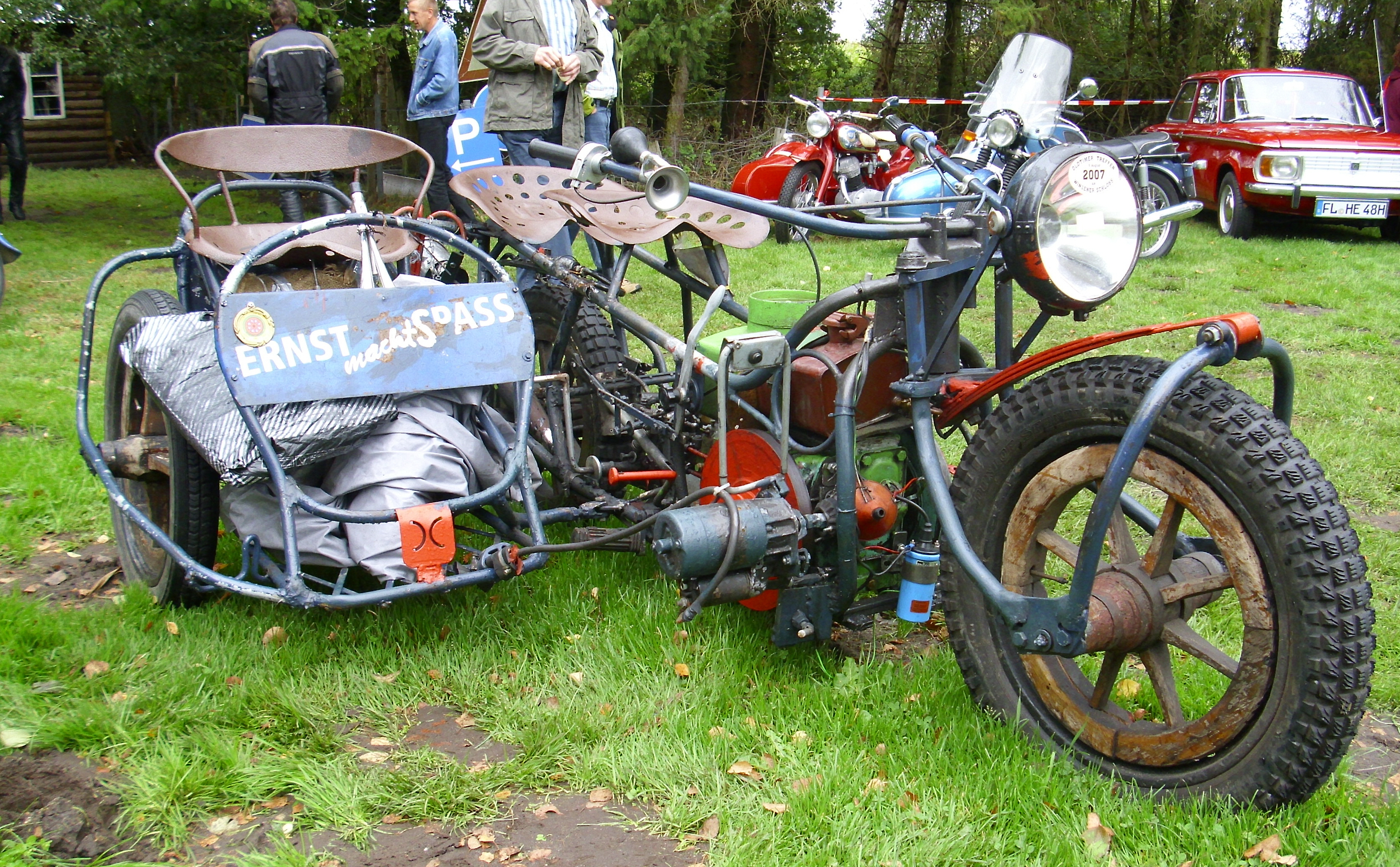
Beiwagen-Ratbike-Chopper
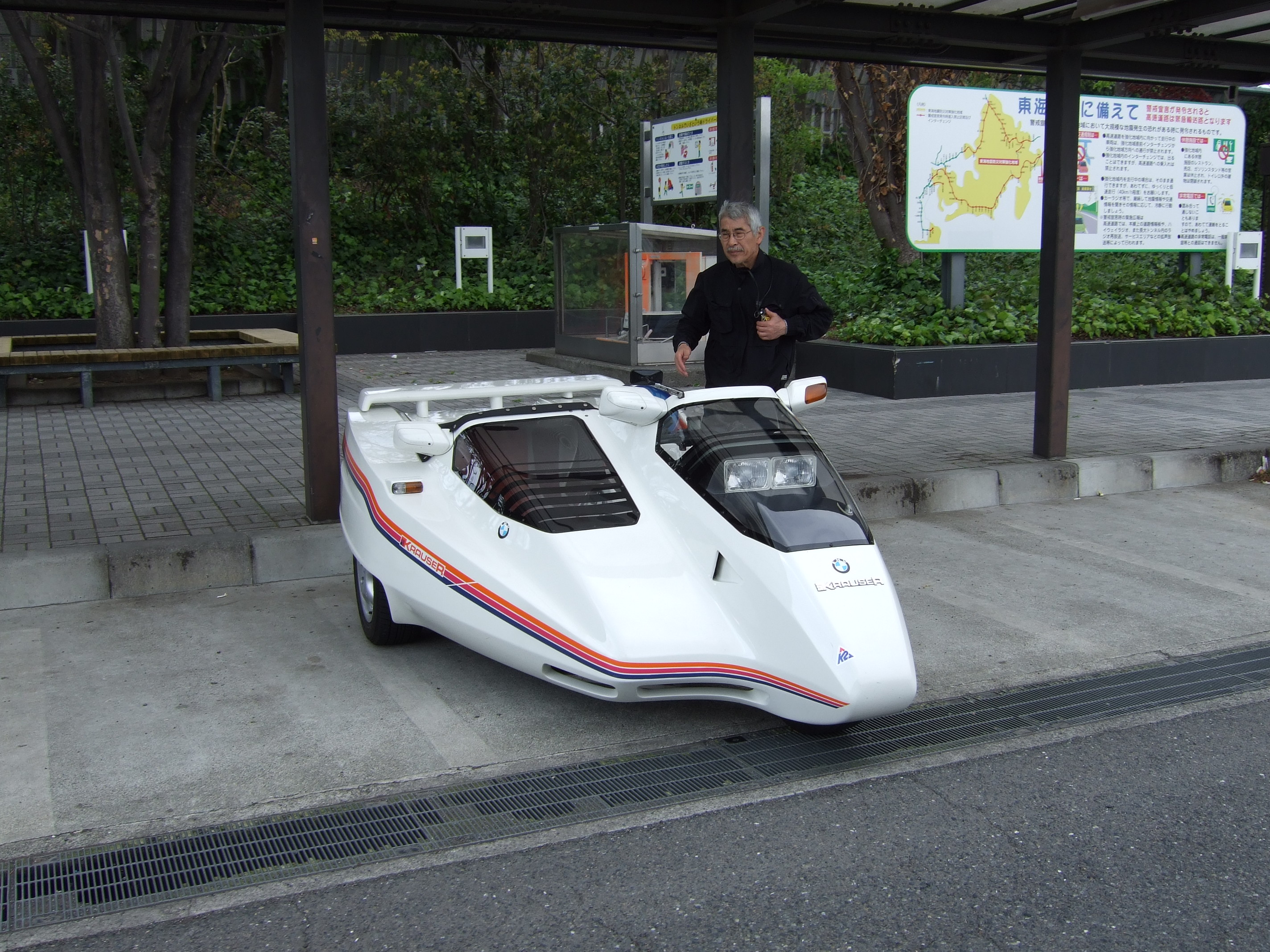
Krauser-Domani
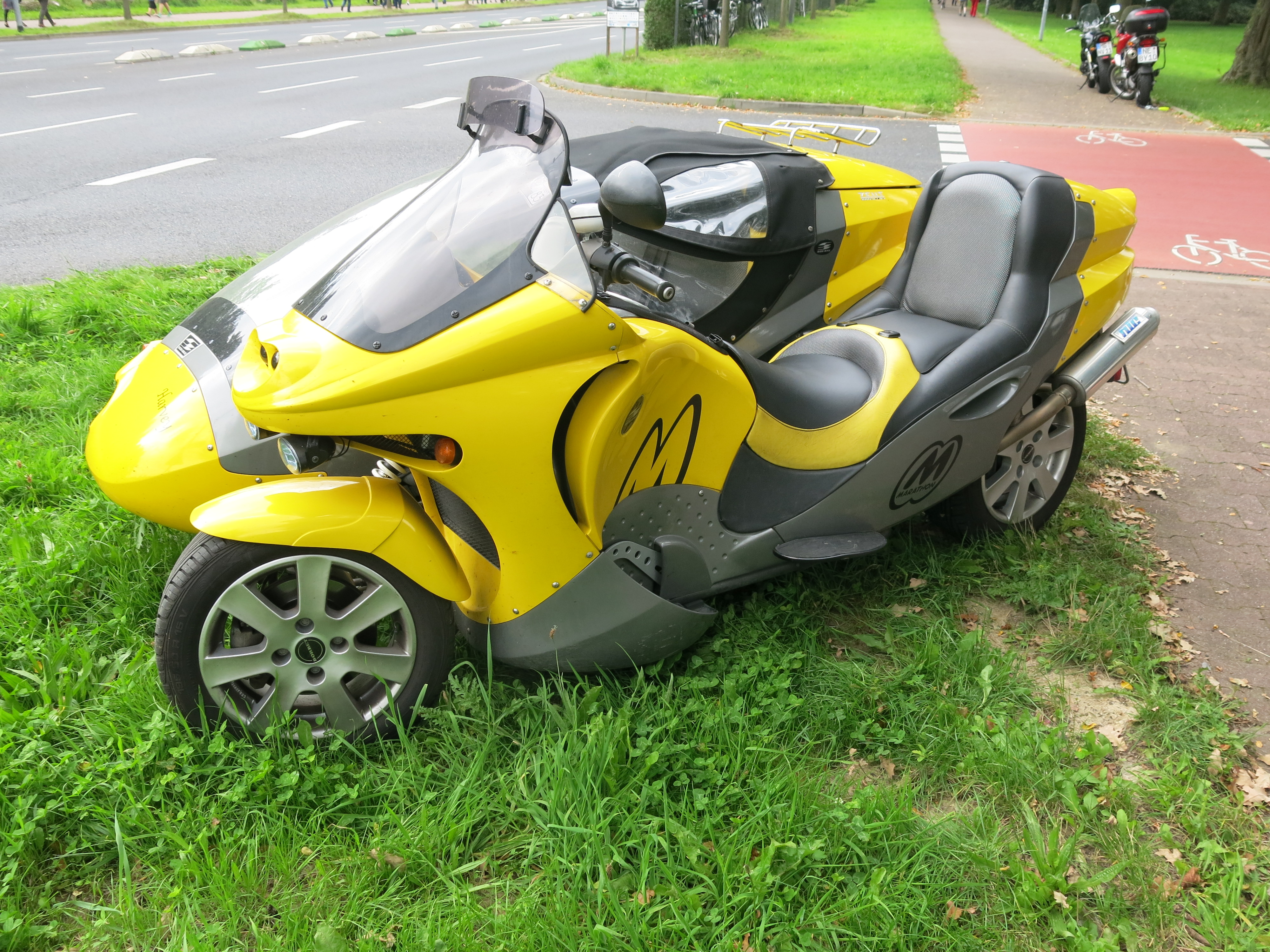
Side-Bike ZEUS
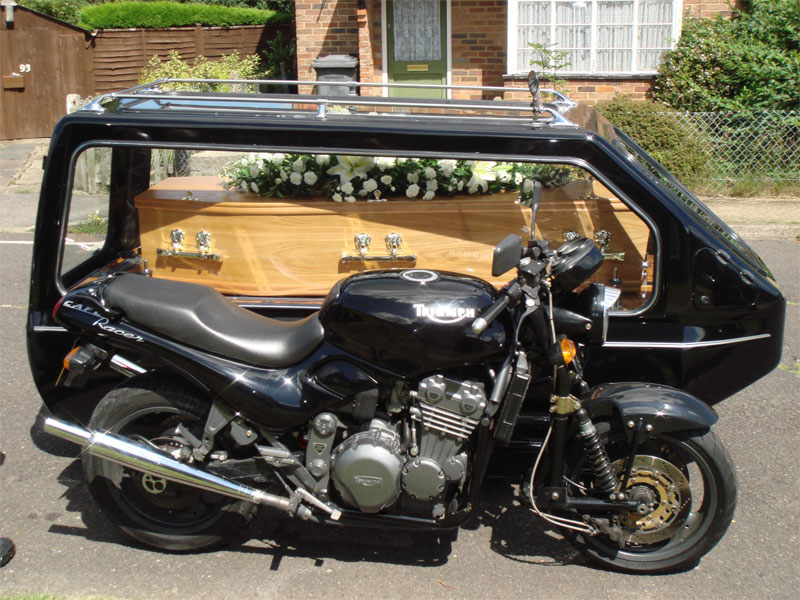
Motorradbestattung
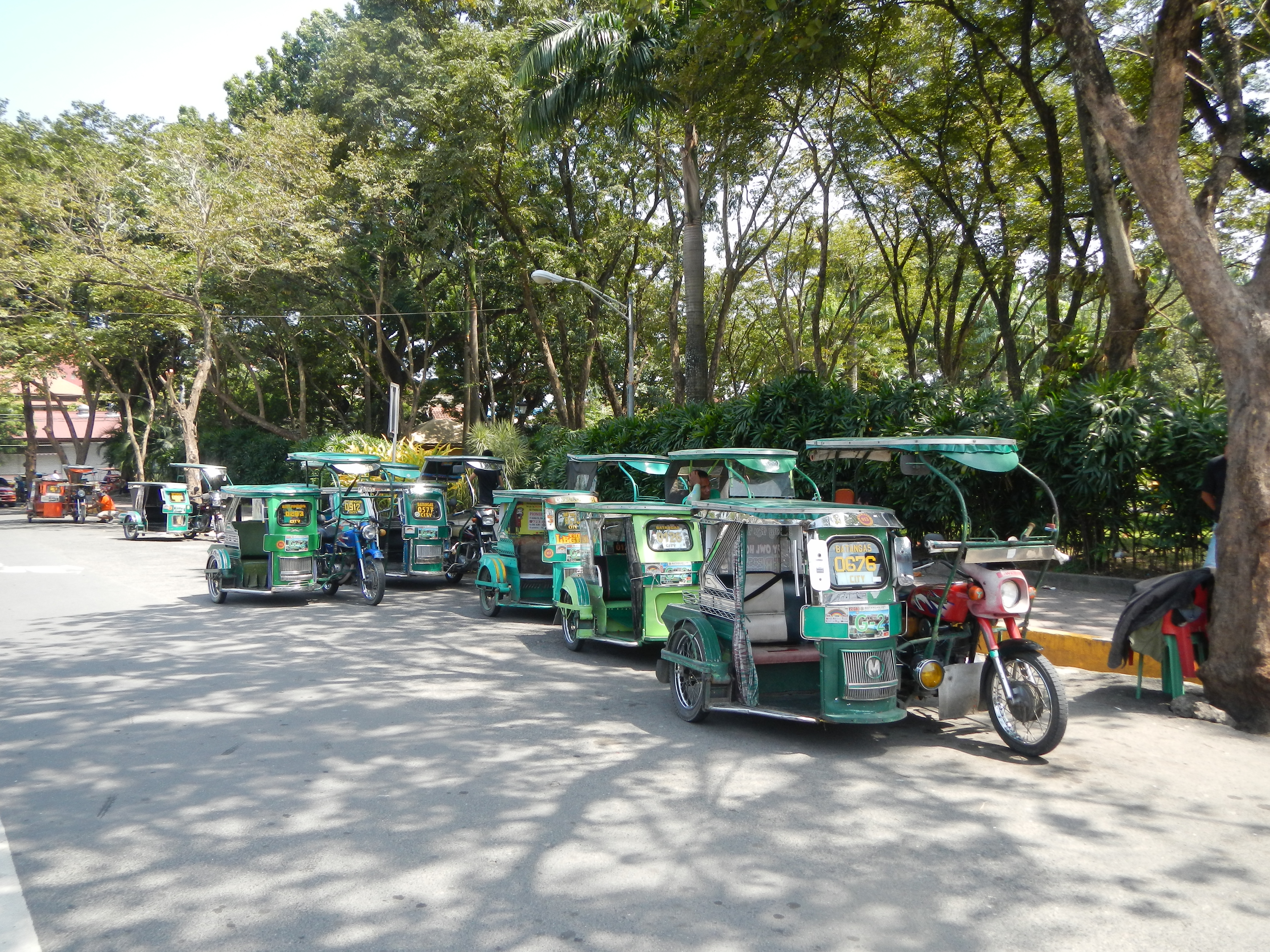
Dreirad (Philippinen)
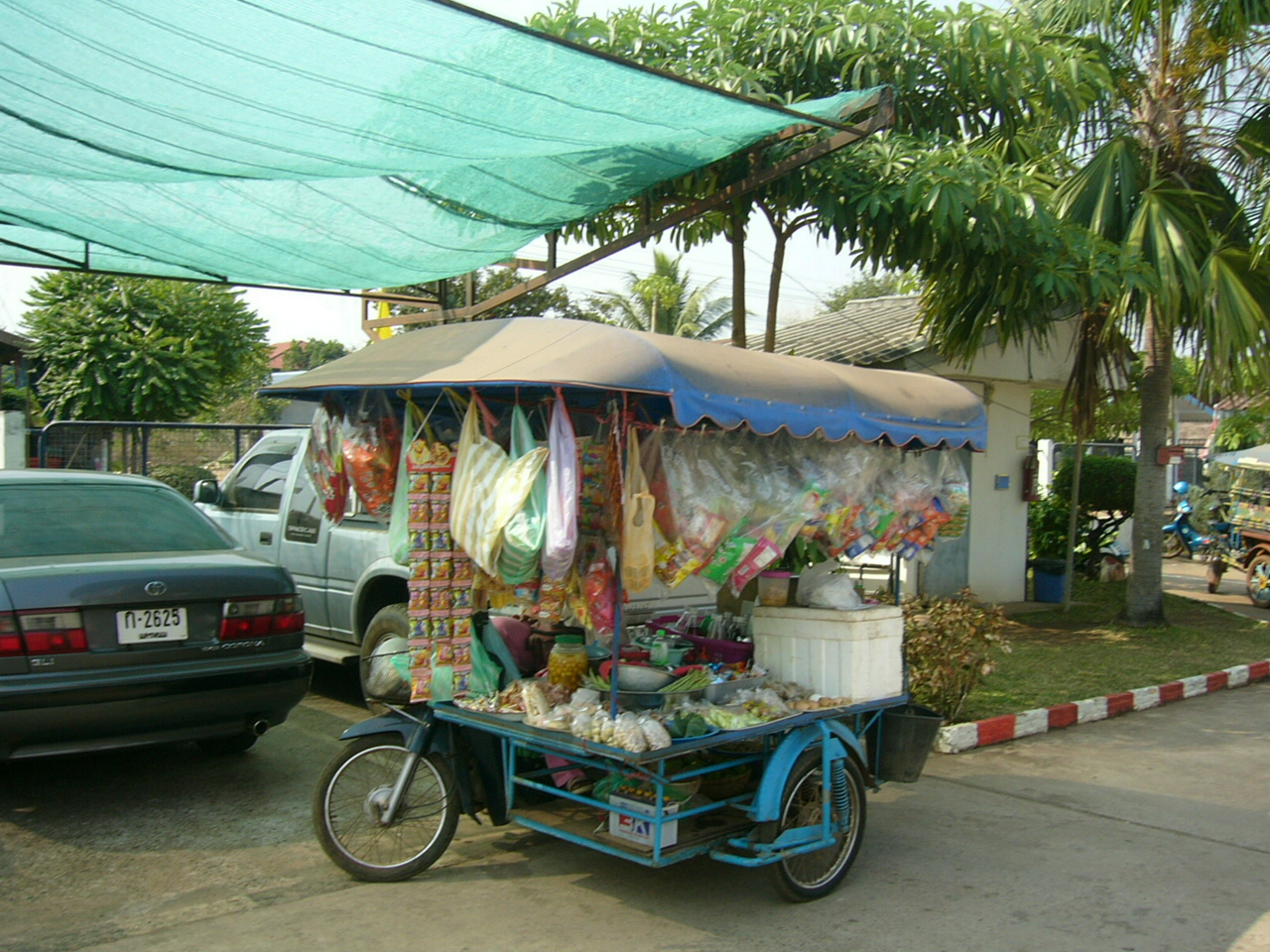
Dreirad (Thailand)

Siehe auch: Liste von Motorradgespannherstellern

## Technik

### Gespannbau
Der Beiwagen wird bei Rechtsverkehr üblicherweise rechts am Motorrad befestigt, bei Linksverkehr umgekehrt. In den 1920er und 1930er Jahren wurde in Deutschland für den Kunden wahlweise beide Anbringungsmöglichkeiten angeboten; beispielsweise bei BMW, DKW, Hecker und Neander. In Italien wurde 1924 das Anbringen des Beiwagens auf der rechten Seite zwar vorgeschrieben, die Regelung jedoch bis 1959 nicht durchgesetzt. In Großbritannien darf seit 1986 der Beiwagen nur links angebracht werden, in Deutschland gibt es für importierte Links-Gespanne keine Verbotsregelung.

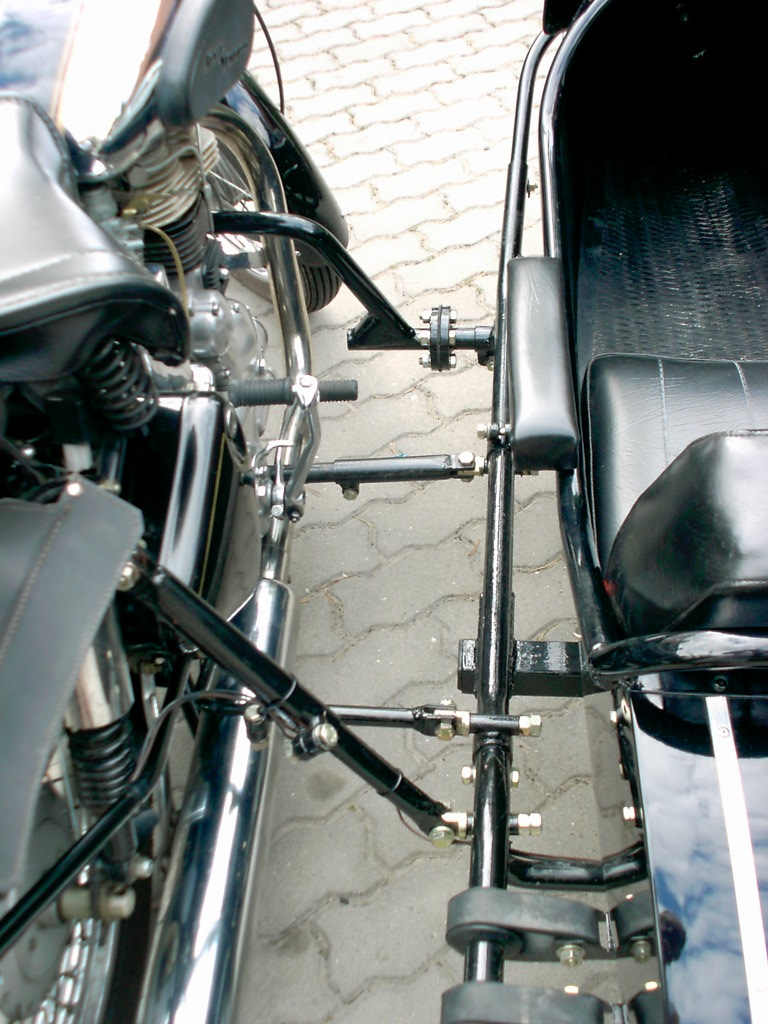
Beiwagenanbau mit vier Anschlüssen

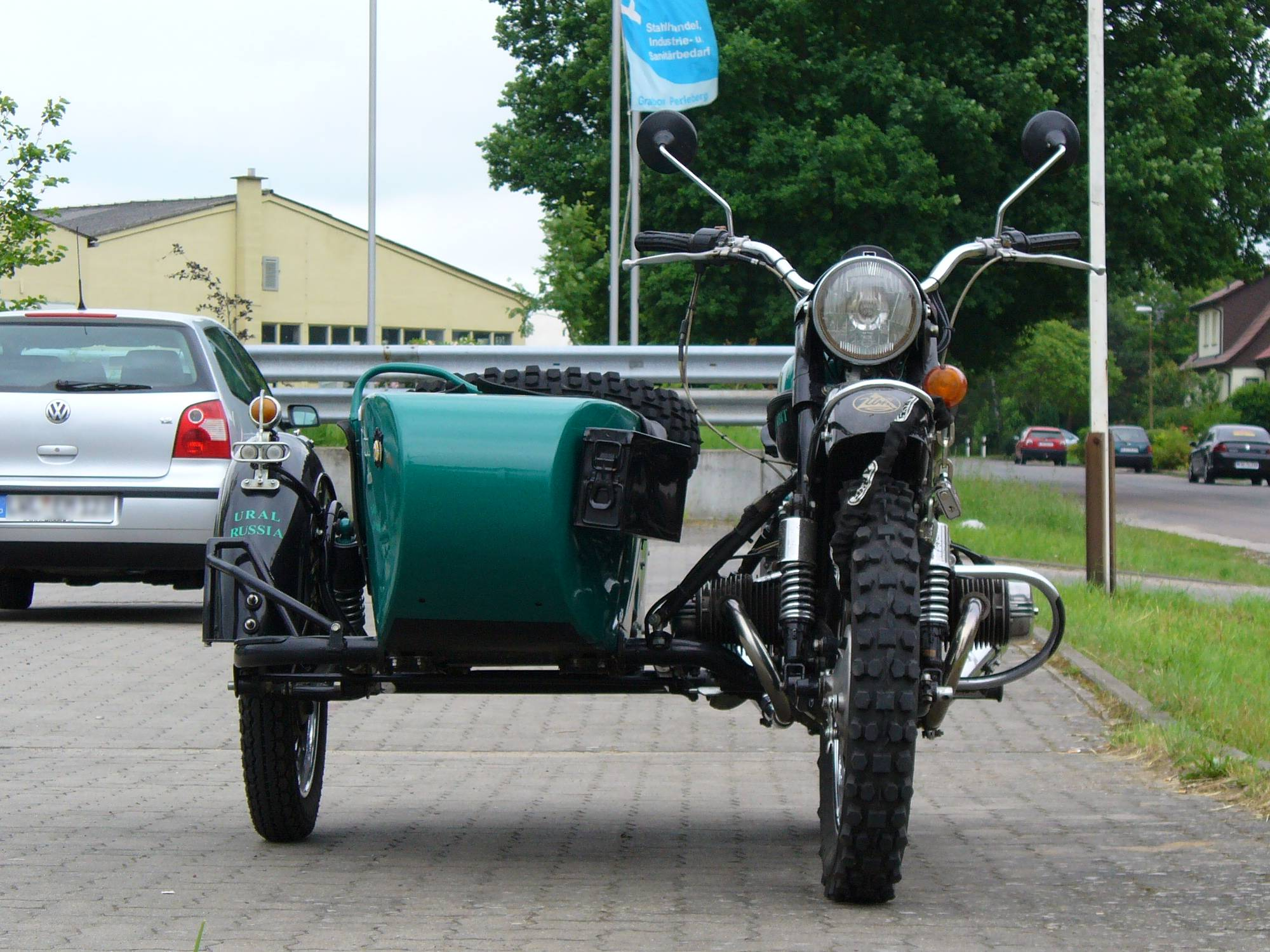
Ural-Gespann mit erkennbarem Sturz

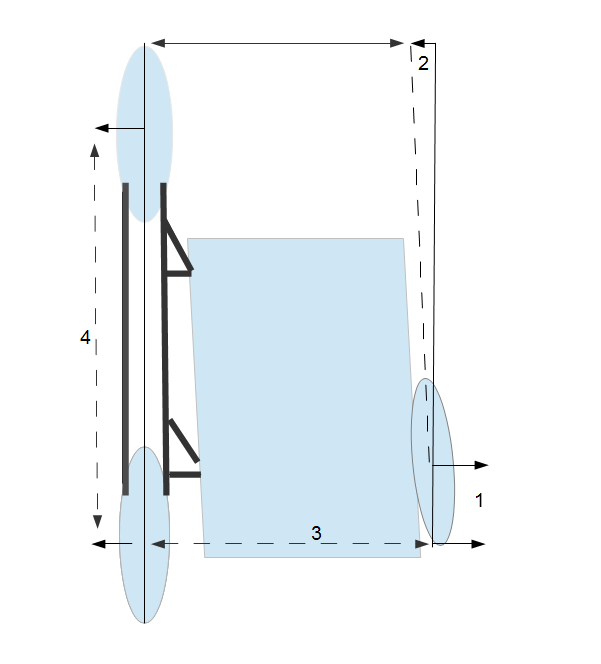
Fahrwerksgeometrie
1 = Vorlauf
2 = Vorspur
3 = Spurweite
4 = Radstand

#### Rahmen
Sofern der Motorradrahmen nicht ab Werk seitenwagentauglich ist, erhält dieser für die Anbringung des Beiwagens einen verschraubten Hilfsrahmen oder Rahmenverstärkungen; alternativ wird ein Spezialrahmen angefertigt. Moderne Renn- und Motocross-Gespanne werden wegen der höheren Festigkeit meist direkt auf einem speziellen, einteiligen Gespannrahmen aufgebaut, der Motorrad- und Beiwagenrahmen ersetzt. Der Motorradrahmen dient nur noch als Teileträger (Tank, Sitzbank, Instrumente etc.). Bei sportlich ausgerichteten Gespannen wird zusätzlich eine Verminderung der Bauhöhe gegenüber dem Ausgangsfahrzeug angestrebt, da keine Schräglagenfreiheit benötigt wird und ein tiefer Schwerpunkt die Fahreigenschaften verbessert.

#### Boot
Der Beiwagen besteht aus den Baugruppen Seitenwagenfahrgestell (Rohrrahmen, Radaufhängung, Anschlüsse) und der Karosserie (Boot). In den Anfangsjahren bestand das Boot aus Sperrholz, spätere Versionen aus Blech oder Aluminium. Neuere Rennversionen des Beiwagens sind selbsttragend ausgelegt, das heißt, sie haben keinen gesonderten Rohrrahmen zur Aufnahme der Radaufhängungen und der Beiwagenanschlüsse, sondern werden durch die Karosserie gehalten.
Der Beiwagen dient zum Transport von einer Person oder Lasten. Die Firma „Juwel“ brachte in den 1930er Jahren erstmals einen Zweisitzer auf den Markt, in neuerer Zeit die Hersteller „Walter“ und „EML“. Die Verbindung zwischen Kraftrad und Beiwagen erfolgt mit Anschlussstreben. Üblich sind vier, bei leichten Beiwagen oder Roller mit Zentralrohranschluss drei Anschlussstreben. Eine Sonderform der Gespanne sind die Schwenkergespanne, die prinzipbedingt zwei Anschlüsse haben.
Das Boot wurde – die ersten Beiwagen waren ungefedert und mit Starrachse versehen – in den 1920er Jahren mit Blattfedern auf den Rohrrahmen geschraubt; für Luxusmodelle wurde das Boot in einer Gummibandfederung gelagert. In den 1930er Jahren wurde die gezogene Schwinge am Beiwagenrad eingeführt, die über eine Zugfederdämpfung verfügte; erst 1953 erschien der Stoßdämpfer für die Beiwagenschwinge.
Die übliche Beiwagenlänge liegt zwischen 135 cm (Stoye Superelastik) und 220 cm (Watsonian Squire), die Breite zwischen 56 cm (Ural) und 100 cm (Walter); das Leergewicht beträgt zwischen 40 und 120 kg.

#### Lenkung
Bei einer Umrüstung von Solo- auf Gespannbetrieb kann die auf Solobetrieb ausgelegte Lenkgeometrie normalerweise nicht beibehalten werden. Durch einen langen Nachlauf fallen im Gespannbetrieb hohe Lenkkräfte an. Preisgünstige Gegenmaßnahmen wie die Umrüstung auf ein kleineres Vorderrad oder ein breiterer Lenker haben nur eine geringe Wirkung. Effizienter ist die Umrüstung auf eine Langarmschwinge mit zwei Federbeinen und verkürztem Nachlauf. Diese Bauform bietet zugleich eine größere Torsionssteifigkeit als die Telegabel der Solomaschine. Vermehrt werden auch Achsschenkellenkungen eingebaut, selten die Radnabenlenkung. Besonders bei Umrüstung von Motorrädern mit Leichtmetall-Rahmen kommt die aufwendigere Vorderradaufhängung an Längslenkern (Achsschenkel) in Betracht, da diese Fahrzeuge ohnedies für die Beiwagenanbringung einen Hilfsrahmen benötigen.

#### Reifen
Da Motorradreifen mit rundem Querschnitt im Gespannbetrieb vor allem hinten und am Boot in kürzester Zeit „eckig“ abgefahren werden, wird das Hinterrad sowie Beiwagenrad auf Autoreifen der Dimension 13 bis 15 Zoll umgerüstet. Dies ist einer der technischen Gründe, die gegen einen Wechsel zwischen Solo- und Gespannbetrieb sprechen.

### Fahrwerksgeometrie
Das Antriebsmotorrad des Gespanns unterscheidet sich in verschiedenen Punkten von der Fahrwerksgeometrie des Solomotorrads. Moderne Gespanne mit einer Spurweite von 115 bis 135 cm liegen mit dem Radstand zwischen 148 und 170 cm, und damit über dem eines Motorrads. Der Nachlauf des gelenkten Rades beträgt bei der Langarmschwinge etwa die Hälfte eines Solomotorrads (≈ 45 mm). Das Beiwagenrad liegt nicht auf Höhe des Hinterrades der Antriebsmaschine, sondern ist nach vorne versetzt; dieser Vorlauf beträgt zwischen 25 und 52 cm. Ebenso wird das Gespann meist mit einem Sturz versehen, der zwischen leerem und beladenem Fahrzeug optisch sichtbare Unterschiede aufzeigt. Bei Stoye-Beiwagen in den 1930er Jahren konnte über eine verstellbare Mittelstrebe der Radsturz während der Fahrt geändert werden. Die Vorspur, um den Geradeauslauf des Gespanns zu verbessern, wird in cm gemessen und liegt zwischen 1,5 und 4 cm. Die exakte Fahrwerkseinstellung kann nur im Fahrversuch ermittelt werden.

#### Verstellbare Gabeln
Um eine Gabel bzw. eine Maschine für beide Einsatzarten tauglich zu machen wurden teils verstellbare Gabeln entwickelt, mit unterschiedlichem Nachlauf. Der einfachste Ansatz ist bei einer Schwinggabel zwei Aufnahmen für die Drehachse, wobei im Gespannbetrieb das Vorderrad weiter vorne positioniert wird mit weniger Nachlauf und geringeren Lenkkräften. So eine Lösung brachte auch Harley-Davidson ab 1949 bei der als Hydraglide eingeführten Teleskopgabel optional zum Einsatz, versteckt unter der serienmäßigen Blechverkleidung. Das Sonderteil wurde später auch in einigen Choppern mit verlängerter Gabel verbaut, so dass die Lenkgeometrie wieder korrigiert wurde während mit dem Serienteil hohe Lenkkräfte auftraten.
Fahrwerksgeometrie ausgewählter Gespanne
| Motorrad/Motor        | MZ ETZ 250         | Ural 650        | Honda VT1100     | BMW K 1100 LT        | BMW R 1100 RT   | BMW K 1200 RS       | BMW K 1200 RS       |
| Seitenwagen           | Stoye Superelastik | Ural            | Watsonian-Squire | Walter & Co. (Stoye) | Troika V        | EML Speed 2000      | Krauser Domani      |
| Motorradgabel         | Teleskopgabel      | Langarmschwinge | Teleskopgabel    | Langarmschwinge      | Langarmschwinge | Achsschenkellenkung | Achsschenkellenkung |
| Vorderradgröße        | 18 Zoll            | 19 Zoll         | 18 Zoll          | 15 Zoll              | 14 Zoll         | 14 Zoll             | 14 Zoll             |
| Radstand              | 1300 mm            | 1480 mm         | 1650 mm          | 1620 mm              | 1540 mm         | 1690 mm             | 1870 mm             |
| Spurweite             | 1020 mm            | 1150 mm         | 1300 mm          | 1410 mm              | 1350 mm         | 1340 mm             | 1158 mm             |
| Nachlauf (Vorderrad)  | 105 mm             | 75 mm           | 155 mm           | 35 mm                | 45 mm           | 20 mm               |                     |
| Vorlauf (Beiwagen)    | 290 mm             | 260 mm          | 350 mm           | 270 mm               | 420 mm          | 515 mm              | 450 mm              |
| Leergewicht           | 232 kg             | 350 kg          | 380 kg           | 470 kg               | 420 kg          | 440 kg              | 390 kg              |
| Höchstgeschwindigkeit | 100 km/h           | 110 km/h        | 130 km/h         | 160 km/h             | 160 km/h        | 195 km/h            | >200 km/h           |

### Zulassungsvorschriften
Für ein Motorradgespann ist der Motorradführerschein erforderlich. Für Gespanne deren Höchstgeschwindigkeit nicht mehr als 45 km/h erreichen, reicht der Führerschein AM oder der Pkw-Führerschein.

#### Bremse
1928 stellte Ernst Neumann-Neander eine Seilzugbremse für das Beiwagenrad vor, in den 1930er Jahren wurde bei Renngespannen über einen Bowdenzug das Beiwagenrad abgebremst; bis in die 1950er Jahre waren jedoch fast alle Beiwagenräder an zivilen Gespannen ungebremst. Erst der Hersteller Steib bot 1954 eine hydraulische Bremse für das Beiwagenrad an. Der bis zum 1. Oktober 1998 zuständige § 41 der Straßenverkehrszulassungsordnung schrieb nur zwei unabhängige Bremskreise mit einer jeweiligen Mindestverzögerung von 2,5 m/s² vor, die theoretisch ohne gebremstes Beiwagenrad zu erreichen war. Durch die neue Richtlinie 93/14/EWG wurde die Mindestverzögerung je Bremse (Vorder- und Hinterrad) auf 3,6 m/s² (bei einer Kombibremse auf 5,4 m/s²) erhöht. Es wurde in der Richtlinie zwar explizit keine Beiwagenbremse vorgeschrieben, durch die Erhöhung der Mindestverzögerungswerte wurde diese jedoch technisch notwendig („Stand der Technik“). Die Beiwagenbremse wird üblicherweise an den hydraulischen Bremskreis der Hinterradbremse angeschlossen; bei Integralbremssystemen ebenfalls an den Vorderradbremskreis. Eine Feststellbremse ist nicht vorgeschrieben.

#### Sicherheitsgurt und Beleuchtung
Die Richtlinie 2006/27/EG vom 3. März 2006 schreibt mindestens einen Beckengurt für den Beiwagenpassagier vor, sofern die Leermasse des Fahrzeugs 250 kg übersteigt. 
Begrenzungsleuchten und Fahrtrichtungsanzeiger sind für den Beiwagen vorne und hinten vorgeschrieben, ebenso die Bremsleuchte hinten.

## Sonderbauarten

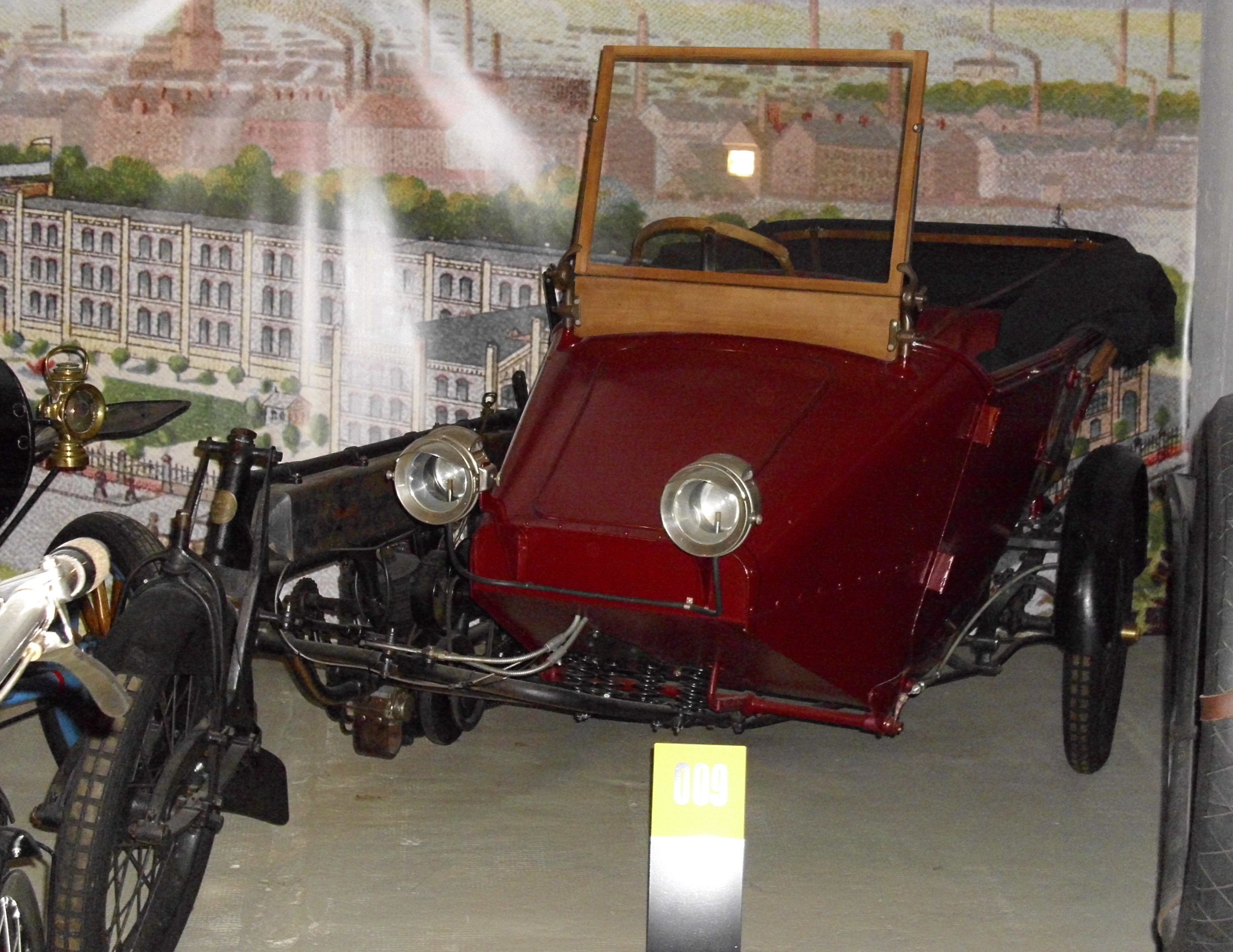
Selbstfahrer-Beiwagen von Magnet mit Autokarosserie und Lenkrad (1911)

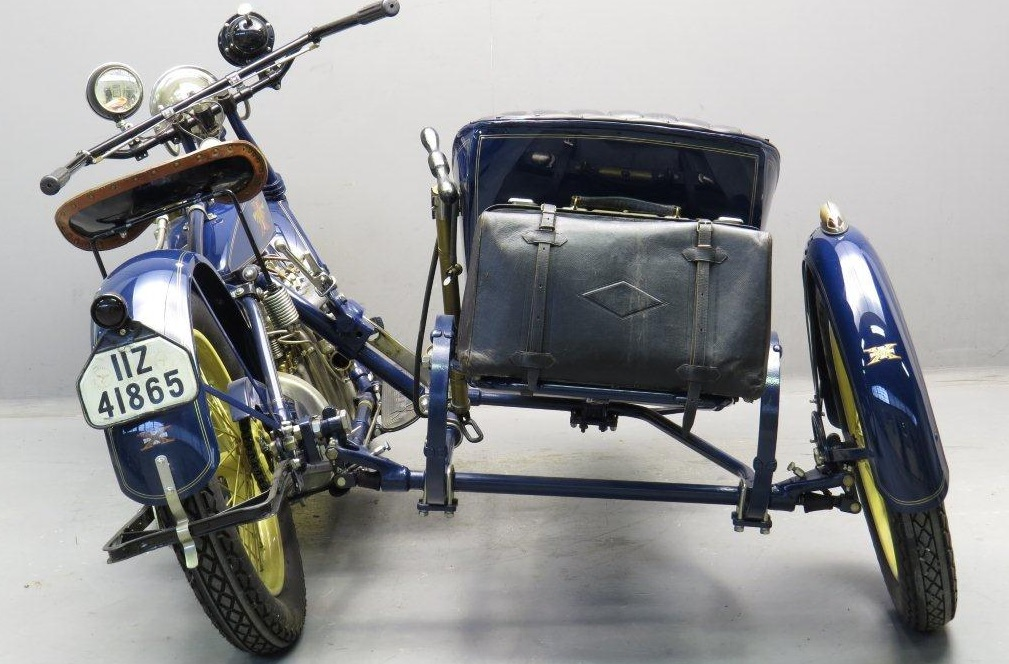
Henderson mit Flxible-Seitenwagen von 1921 (Parallelschwenker)

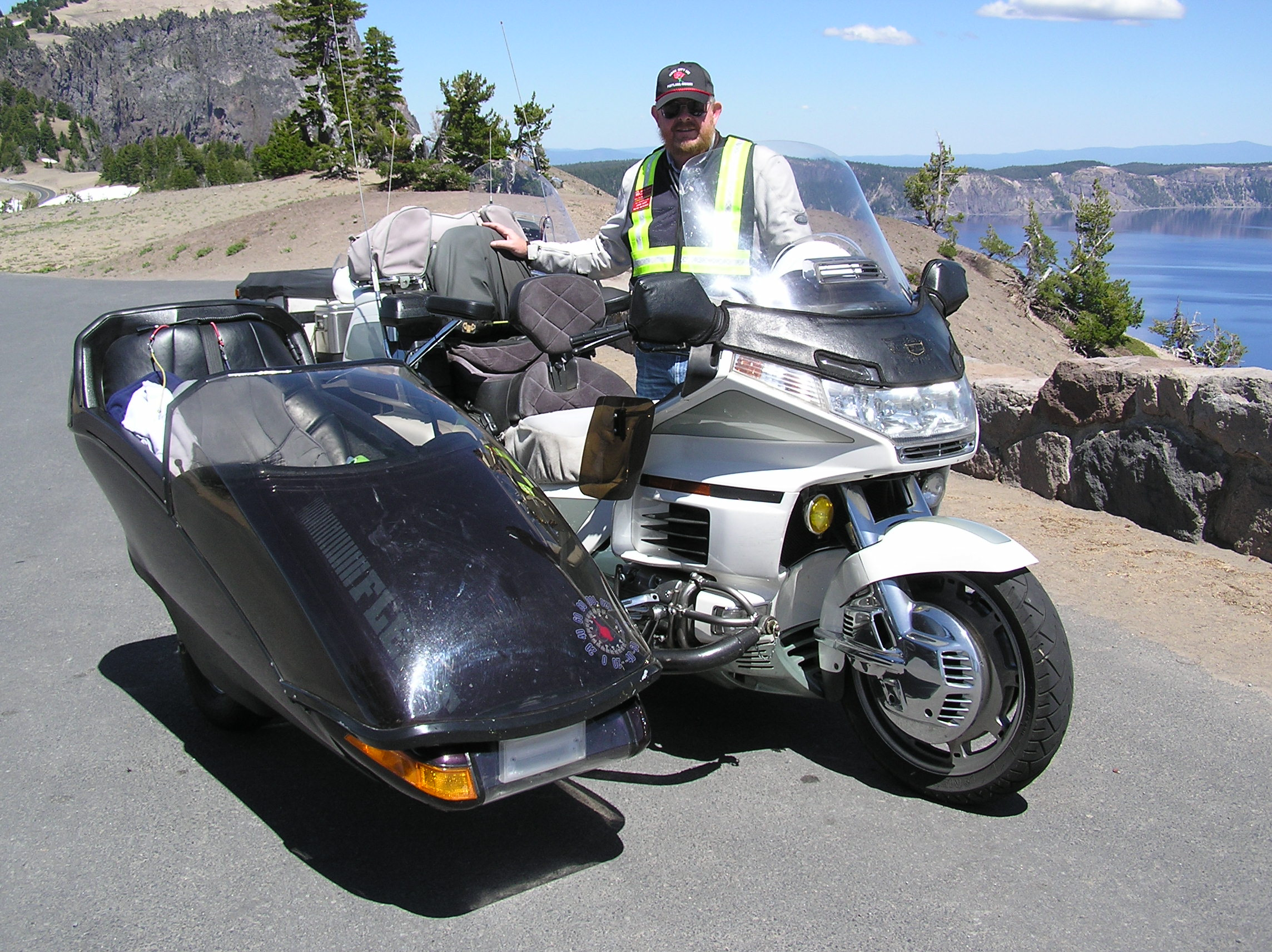
EZS Flexit-Honda (Parallelschwenker)

### Selbstfahrer-Beiwagen
Ab 1906 sind Konstruktionen von Motorrädern mit Beiwagen bekannt, bei denen das Motorrad vom Beiwagensitz aus bedient werden konnte – in der Literatur als Selbstfahrer-Beiwagen bezeichnet. Gab es technische Komplikationen, konnte auf den Motorradsitz gewechselt werden, die Motorradfahrfunktionen blieben erhalten. An der Lenkachse des Motorrads wurde ein zusätzlicher Lenker angebaut, der über einen multifunktionellen Bedienungshebel verfügte. Diese Einhandlenker sind seit 1904 von der Cyklonette bekannt; mit dem Einhandlenker konnte Gas gegeben, gebremst und geschaltet werden. Selbstfahrer-Beiwagen mit Multifunktionshebel wurden beispielsweise von NSU, Ekamobil und Magnet gefertigt. 1909 erschien bei Magnet ein Selbstfahrer-Beiwagen mit Autokarosserie und Lenkrad, das „Magnetmobil“, das auch von NSU unter „NSUmobil“ gebaut wurde. Vor dem Ersten Weltkrieg verschwanden alle Selbstfahrer-Beiwagen vom Markt. Das Prinzip wurde jedoch insbesondere nach Kriegen wieder aufgenommen, um Fahrzeuge für Versehrte anbieten zu können, als Krankenfahrstuhl.

### Pendel-Gespann
Das Pendelgespann erlaubt Relativbewegungen des Rades oder des ganzen Beiwagengestells zur Maschine. Vorteile dieser Bauweise gegenüber geradegeführten Rädern sind:
- Verlagerung des Schwerpunkts auf die Innenseite ermöglicht höhere Kurvengeschwindigkeiten bei gegebener Aufstandsfläche
- Verwendung von Motorradreifen, mit halbrundem Querschnitt im Unterschied zu PKW-Reifen
- Niedrigere ungefederte Massen, durch schmalere Felgen und Reifen
- Einfacherer und leichterer Rahmen
- Seitenwagen bleibt stets am Boden, Rad behält Fahrbahnkontakt

Die Vorteile eines Pendelgespanns kommen auch bei neueren Dreirad-Modellen zur Anwendung.
In neuerer Zeit unterscheidet man Pendelgespanne anhand der Anzahl der Drehachsen:
- Parallelschwenker mit zwei Drehachsen und
- Schwenker mit einer Drehachse.[58]

Beim Parallelschwenker-Gespann neigen sich bei der Kurvenfahrt das Motorrad und das Beiwagenrad durch eine geeignete Parallelogramm-Mechanik parallel zueinander. 

Beim Schwenker-Gespann neigt sich bei der Kurvenfahrt nur das Motorrad, der Beiwagen bleibt weitgehend waagerecht bzw. sein Rad senkrecht.

#### Parallelschwenker
Bereits am ersten Beiwagen von Mills & Fulford (1903) war das Rad an einer schwenkbaren Rolle aufgehängt, die Relativbewegungen waren jedoch eher konstruktionsbedingt. Am 31. Juli 1917 erhielt Hugo H. Young ein Patent (das er bereits 1913 beantragte) auf einen Seitenneiger, für dessen Vertrieb er zusammen mit Carl F. Dudte den Hersteller Flexible Sidecar Co. (ab 1919 in Flxible Co. umbenannt) in Ohio gründete. Mitte der 1920er Jahre wurden in den USA Pendelseitenwagen auch bei Sandbahnrennen eingesetzt.
Carl Siewecke erhielt am 16. Dezember 1925 in Deutschland ein Patent auf einen Pendelseitenwagen; der Hersteller Imperia fertigte nach diesem Prinzip Pendelseitenwagen ab 1926 für Seitenwagen-Rennen an. 1935 entwickelte der französische Hersteller Jeanneret für die Gnome et Rhône-V2 einen Pendelseitenwagen. 1938 entwickelte Alfred Jockisch einen Pendelseitenwagen der Marke „Juwel“ für den Straßenverkehr. Der Zweite Weltkrieg beendete jedoch den „Basteltrieb“.
In den 1970er Jahren wurden wieder Versuche mit Parallelschwenker unternommen, so der in kleiner Serie gefertigte Equalean von Wally Walneck. Der niederländische Hersteller EZS bot ab 1990 einen Parallelschwenker (Flexit) nach Patenten von Hannes Myburgh an, der ähnlich wie Walneck, das Beiwagenrad in die Mitte des Beiwagengestells verlegte. Der französische Hersteller Side-Bike bot mit seinem Modell Toro (1990–1998) ebenfalls für den öffentlichen Verkehr einen Seitenneiger an. Die Produktion wurde jedoch mangels Nachfrage eingestellt.

#### Schwenker
Diese Art der Aufhängung wurde erstmals 1935 von Heinz Kloster aus Essen-Borbeck unter der Nummer 631609 patentiert. Dieses Konzept mit nur zwei Gelenkpunkten am tiefstmöglichen Punkt der Motorradlängsachse wurde erstmals 1986 vom Schweizer Gespannbauer ARMEC (Sidewinder) serienmäßig angeboten. Zwei Kugelgelenke im Bereich der Fahrzeuglängsachse erlauben nach rechts eine Schräglage bis zu 45 Grad; in Linkskurven begrenzt nur die Reifenhaftgrenze die Schräglage. Der einzig verbliebene Hersteller Kalich bietet die Möglichkeit des Schwenkeranbaues an verschiedene Zugmaschinen. Die Fahrdynamik eines Schwenker-Gespanns entspricht für die Zugmaschine weitgehend der eines Solomotorrades. Durch die Last des Beiwagens eingeleitete Momente werden überwiegend durch die Fahrphysik des Motorrades ausgeglichen – so bewirkt der Rechtszug beim Beschleunigen (Seitenwagen rechts angebaut) einen Lenkimpuls beim Motorrad zu leichter Linksschräglage; beim Verzögern erfolgt die umgekehrte Reaktion.
Trotz des gegenüber klassischen Gespannen geringeren Bauaufwands und der fahrdynamischen Vorteile bleibt der Marktanteil von Schwenker-Gespannen auf Einzelstücke und Kleinstserien mit deutlich geringeren Stückzahlen beschränkt. Die weiteste Verbreitung hat aktuell Kalich mit über 400 Einheiten an vielen unterschiedlichen Zugfahrzeugen.

### Lenkbares Beiwagenrad
Bereits 1933 stellte die Firma Ideal aus Schweinfurt einen Mitlenker vor. Das Beiwagenrad mit langem Vorlauf wurde auf einem Lenkschemel befestigt, der über ein Hebelsystem mit der Motorradgabel geschwenkt werden konnte. 1977 stellte LCR im Renngespann ein lenkbares Beiwagenrad vor, während der französische Hersteller Side-Bike dies ab 1988 beim Seriengespann anbot. Beim Side-Bike ZEUS wird dagegen das Hinterrad bis zu einem Winkel von 15 Grad mitgelenkt.

### Vierrädriges Gespann
Seit 2001 liefert der niederländische Beiwagenhersteller EML das Motorradgespann EML GT-Twin mit zwei Beiwagenrädern in der Dimension 145/70 R 12 aus, wobei das vordere Rad an einem Dreieckslenker über eine Zugstange mitgelenkt wird. Mit der Zugmaschine Honda GL-1800 hat das Gespann ein Leergewicht von 512 kg und ein Gesamtgewicht von 979 kg.

## Fahrtechnik bei rechts fest montiertem Beiwagen
Roll- und Luftwiderstand des Seitenwagens ziehen das Gespann beim Geradeausfahren stets in dessen Richtung, da der Antrieb einseitig von der Maschinenseite her erfolgt. Der Fahrer muss also immer leicht gegensteuern, um das Gespann auf Kurs zu halten. Dies versucht man mit Vorspur und Sturz auszugleichen; aufheben lässt sich dieser „Zug“ nicht, da das vierte Rad fehlt. Die dynamischen Vorgänge erlauben jedoch nur, das Gespann für eine bestimmte Belastung oder auf eine bestimmte Geschwindigkeit optimal auszulegen.

### Anfahren und Bremsen
Durch die Massenträgheit des Beiwagens zieht das Gespann beim Anfahren nach rechts, durch kraftvolles Gegenlenken nach links kann dies ausgeglichen werden. Umgekehrt zieht das Gespann beim Bremsen mit ungebremstem Beiwagen nach links, durch nach rechts Gegenlenken kann dies ausgeglichen werden.

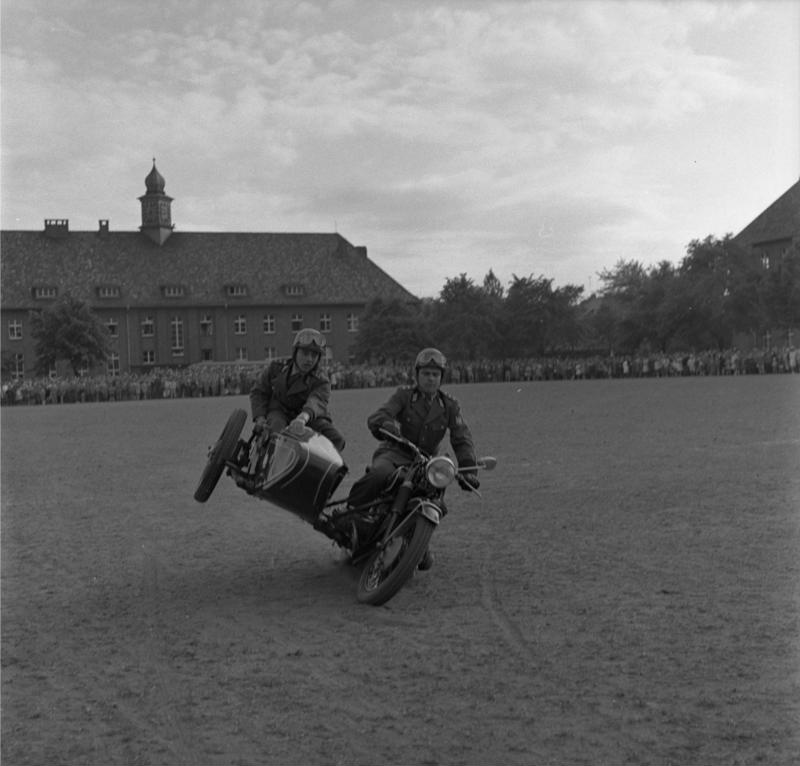
Abheben des Beiwagens

### Kurvenfahren
Motorradgespanne sind asymmetrisch gelenkte Fahrzeuge, das heißt, ihre Lenkachse ist außermittig angeordnet, daher fahren sie sich – mit der Ausnahme von Pendelgespannen – völlig anders als Solomotorräder und Autos. Ein Gespann wird neben dem Lenkeinschlag auch durch Gewichtsverlagerung und Gasgeben oder Anbremsen in und durch die Kurve gesteuert. Der Seitenwagen kann bei Lenkbewegungen in seine Richtung ab einer bestimmten Fliehkraft abheben, während er beim entgegengesetzten Lenkeinschlag vorn eintaucht, wobei das Hinterrad der Zugmaschine abheben kann.
- Rechtskurven: Die Maschine muss um den Beiwagen „herumlaufen“, das heißt, Gasgeben unterstützt den Lenkereinschlag. Die Achslinien der Räder differieren bei einer Rechtskurve stark, sodass das Beiwagenrad stärker radiert und hohe Lenkkräfte notwendig werden.[87] Durch überhöhte Kurvengeschwindigkeit kann es zu einem Abheben des Beiwagens kommen. Durch Verringerung der Geschwindigkeit und Vergrößerung des Kurvenradius kann dies fahrdynamisch korrigiert werden. Erfahrene Gespannfahrer „beschweren“ das Beiwagenrad durch zusätzliche Last im Beiwagen, ebenso wirkt eine größere Spurweite dem Kippmoment konstruktiv entgegen. Die Gefahr besteht, dass bei einem „Hochkommen“ des Beiwagens der Fahrer überreagiert, den Lenker nicht fest genug hält und der Beiwagen durch die Nachlaufrückstellung „herunterfällt“. Dabei kann es zu einem Schlenker in den Gegenverkehr kommen. Das bewusste Abheben des Beiwagens wird häufig bei Veranstaltungen demonstriert.[88]
- Linkskurven: Das Einleiten der Kurve durch den Lenkeinschlag wird durch Gaswegnehmen unterstützt. Die Achslinien differieren weniger stark als bei der Rechtskurve. Durch die Vorspur laufen bei einem bestimmten Kurvenradius alle Räder, ohne zu radieren; die aufzubringenden Lenkkräfte sind geringer.[89] Bei der Linkskurve besteht die Gefahr, dass das Gespann bei überhöhter Geschwindigkeit und trockener Fahrbahn hinten nicht „weggeht“, sondern die Bootsnase eintaucht und das Hinterrad hochkommt. Damit droht unvermittelt die Gefahr eines Überschlags nach vorn über das Boot.[90]

### Turnen
Durch die Gewichtsverlagerung des Beifahrers im Beiwagen kann die Belastung des Seitenwagenrades erhöht oder verringert werden. Diese Fahrtechnik zur Erhöhung der Kurvengrenzgeschwindigkeit wird überwiegend bei Motorsportveranstaltungen angewandt. Bei Kurven zur Beiwagenseite legt sich der Beifahrer dazu aus dem Beiwagen in Richtung Kurveninnenseite, bei Kurven in die andere Richtung „turnt“ der Beifahrer in Richtung Fahrer auf das Motorrad.

## Motorsport

### Straßenrennsport
Bereits 1912 fanden Seitenwagenrennen auf Brooklands statt. 1913 wurde die 1. Internationale Sechstagefahrt auch in der Gespannklasse ausgetragen. 1923 wurde auf der Isle of Man TT erstmals ein Seitenwagenrennen veranstaltet, Freddie Dixon gewann das Auftaktrennen auf einem Parallelschwenker-Gespann von Douglas. Der Beifahrer Walter Denny musste mit zwei Hebeln die Neigung des Beiwagens während der Fahrt verstellen. Von einer Unterbrechung von 1926 bis 1953 abgesehen, werden TT-Gespannrennen bis heute veranstaltet. Der Rundenrekord für Seitenwagen besteht seit 2007 mit einer Durchschnittsgeschwindigkeit von 187,757 km/h.
1949 wurde die Motorrad-Weltmeisterschaft erstmals für Gespanne ausgerufen. Die ersten Renngespanne waren herkömmliche Rennmotorräder, an die leichte Rennbeiwagen angebracht wurden; der Hubraum wurde auf maximal 600 cm³, ab 1951 auf 500 cm³ begrenzt. Von 1954 bis 1974 dominierte der BMW-RS-54-Motor die Viertaktära der Gespannweltmeisterschaft. Helmut Fath entwickelte 1956 den ersten „Kneeler“. Der Fahrer lag nun in seinem Gespann, die Fußrasten wurden durch Knieschalen ersetzt, um den Schwerpunkt des Fahrzeugs möglichst niedrig zu halten. Die Kneeler, mit einem Leergewicht von 160–180 kg, erreichten 1977 mit Zweitaktmotoren eine Höchstgeschwindigkeit von bis zu 250 km/h. Die klassischen „Kneeler“ mit Motorrad und angeschraubtem Beiwagen wurden ab 1977 von der Monocoque-Bauweise und Achsschenkellenkung abgelöst. Das Konzept von Louis Christen Racing ist seit 1979 Stand der Renntechnik; der Einfluss des „Turnens“ des Beifahrers wurde dadurch mehr oder weniger zurückgedrängt.
Aktuell sind für Gespanne der Weltmeisterschaft Vierzylinder-Viertaktmotoren mit FIM-Superstock-Homologation bis 1000 cm³ Hubraum sowie ein Mindestgewicht von 225 kg vorgeschrieben.

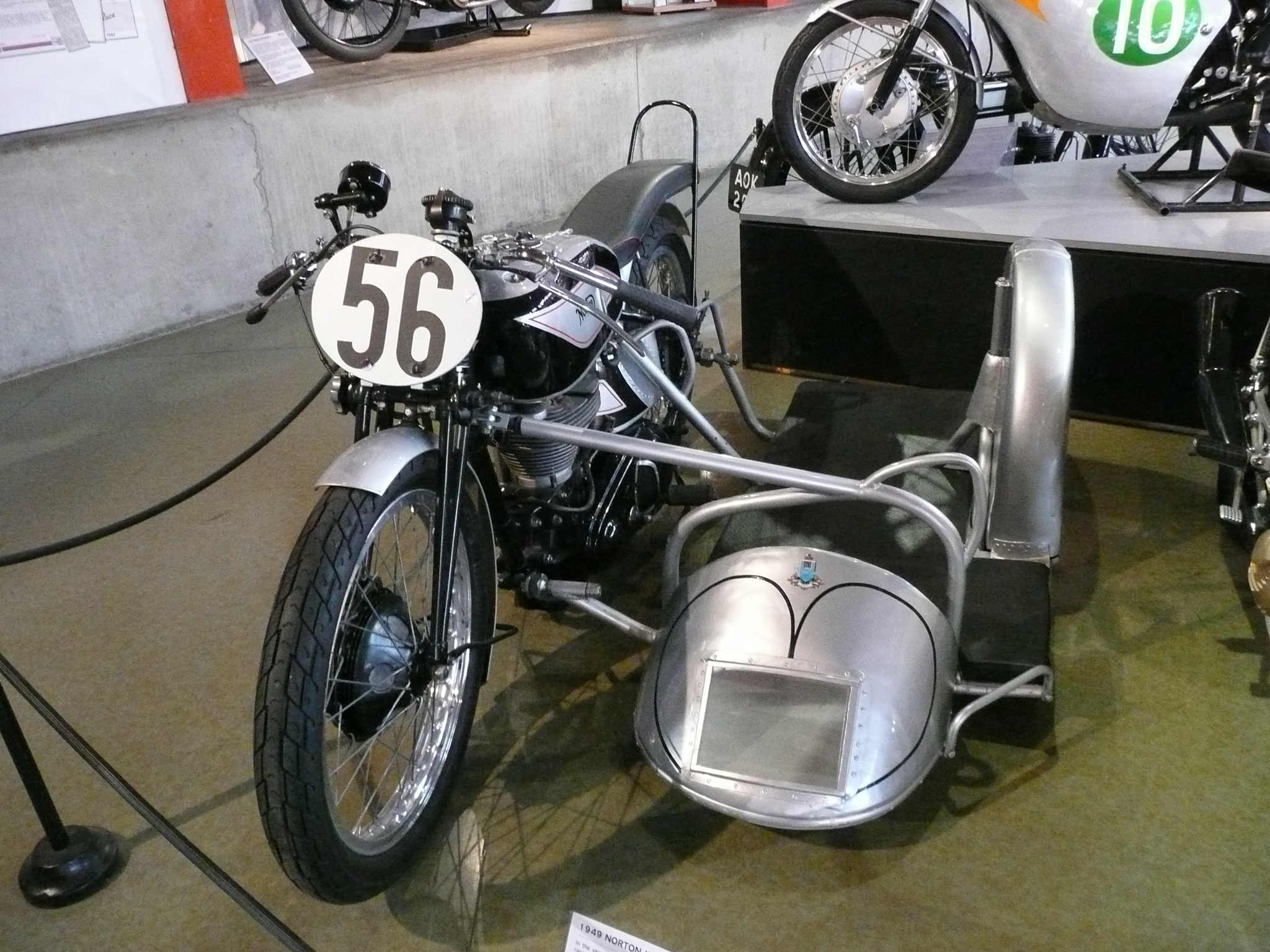
Norton-Watsonian-Renngespann (1949)
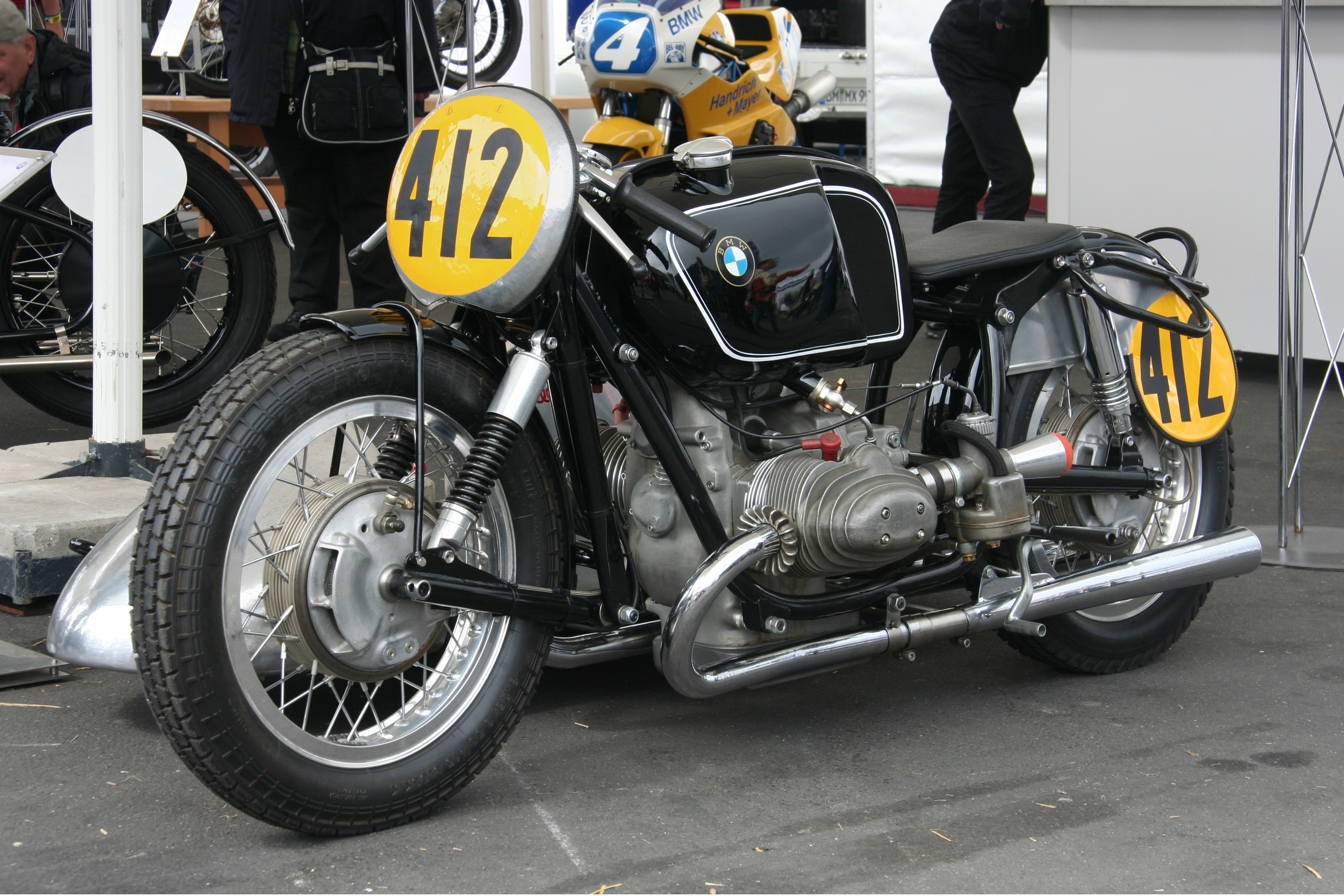
BMW RS 54 um 1954/55
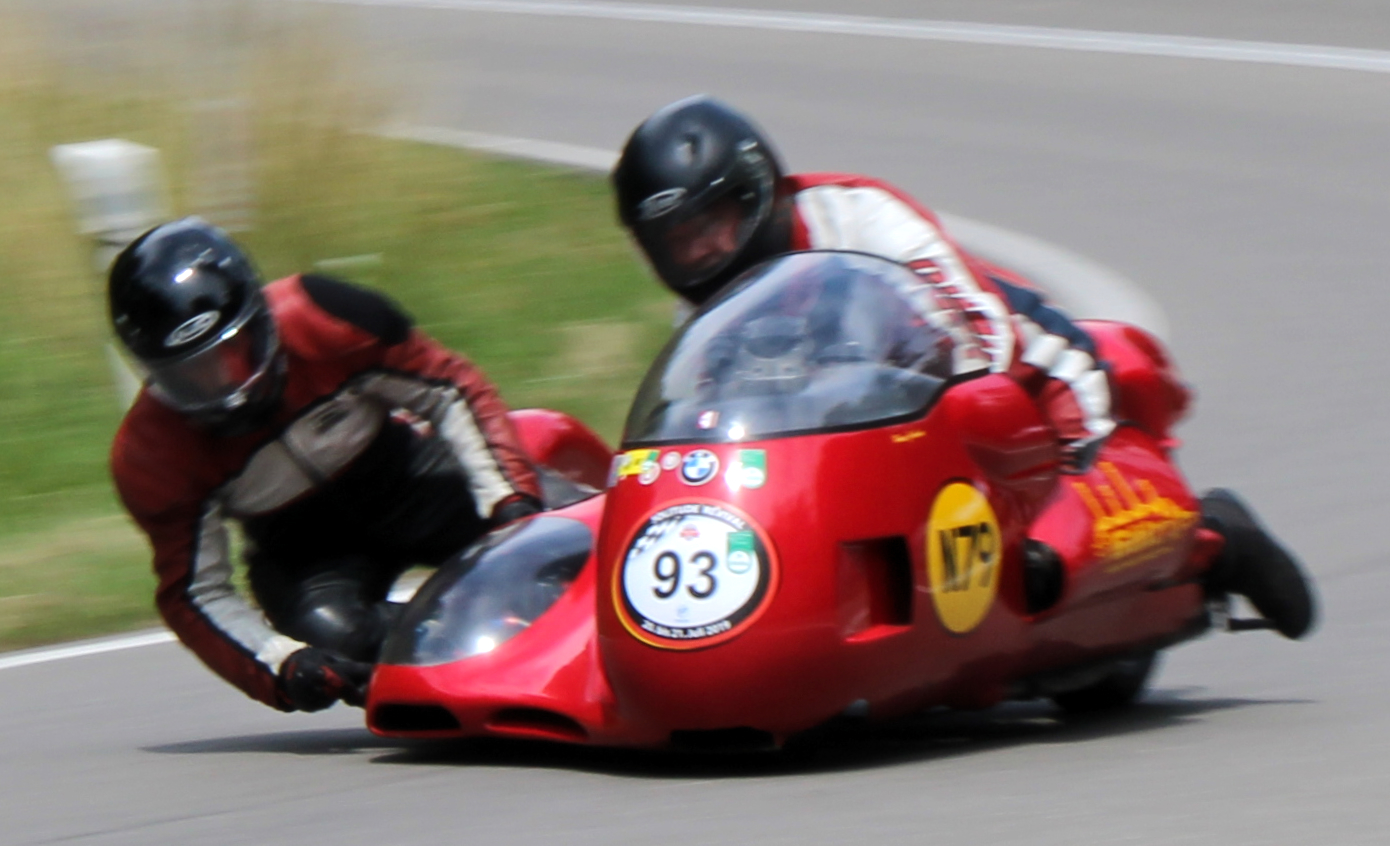
„Kneeler“ von 1968
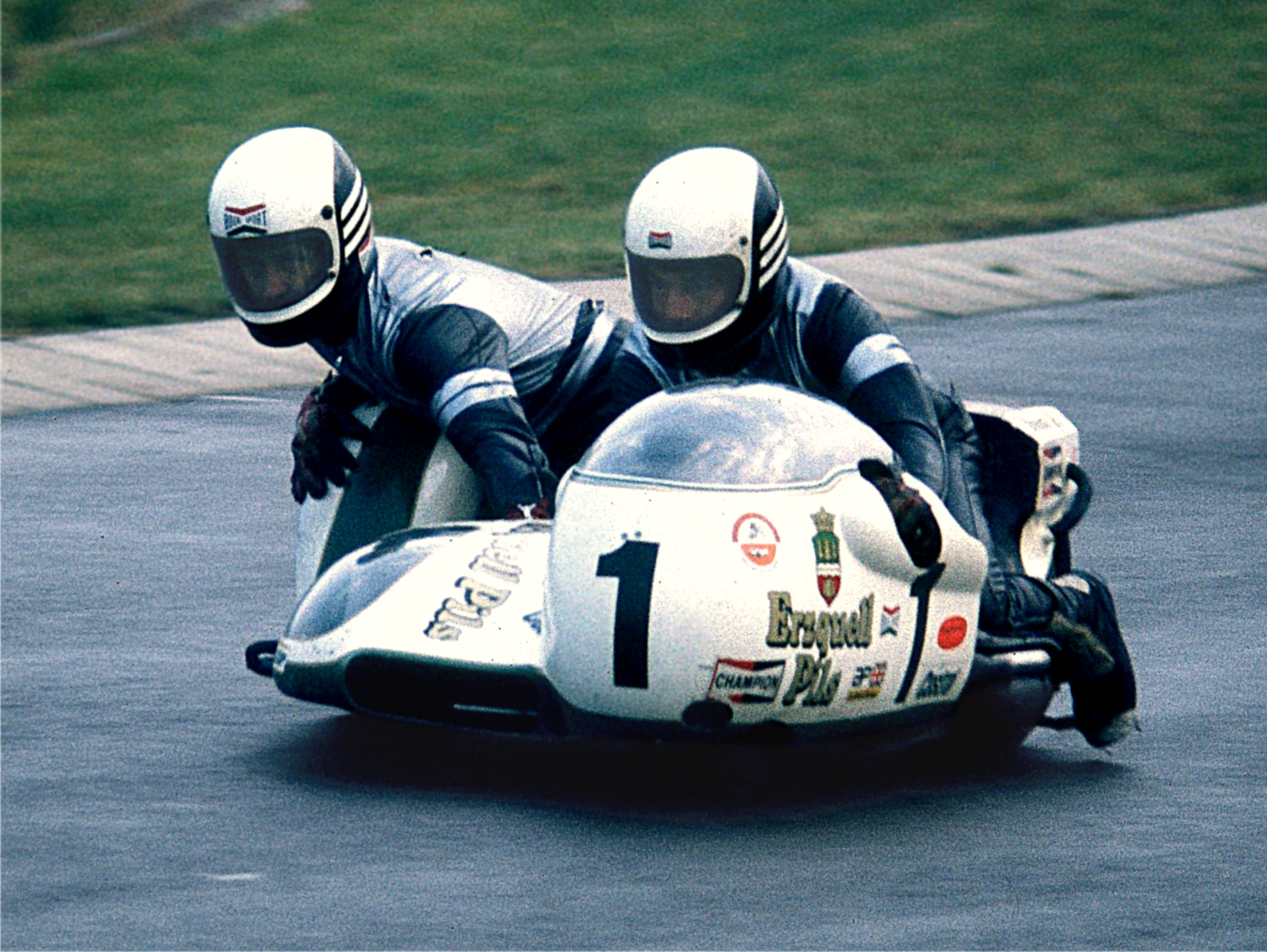
Busch-König-Renngespann (Weltmeister von 1975 und 1976 Rolf Steinhausen/Sepp Huber)
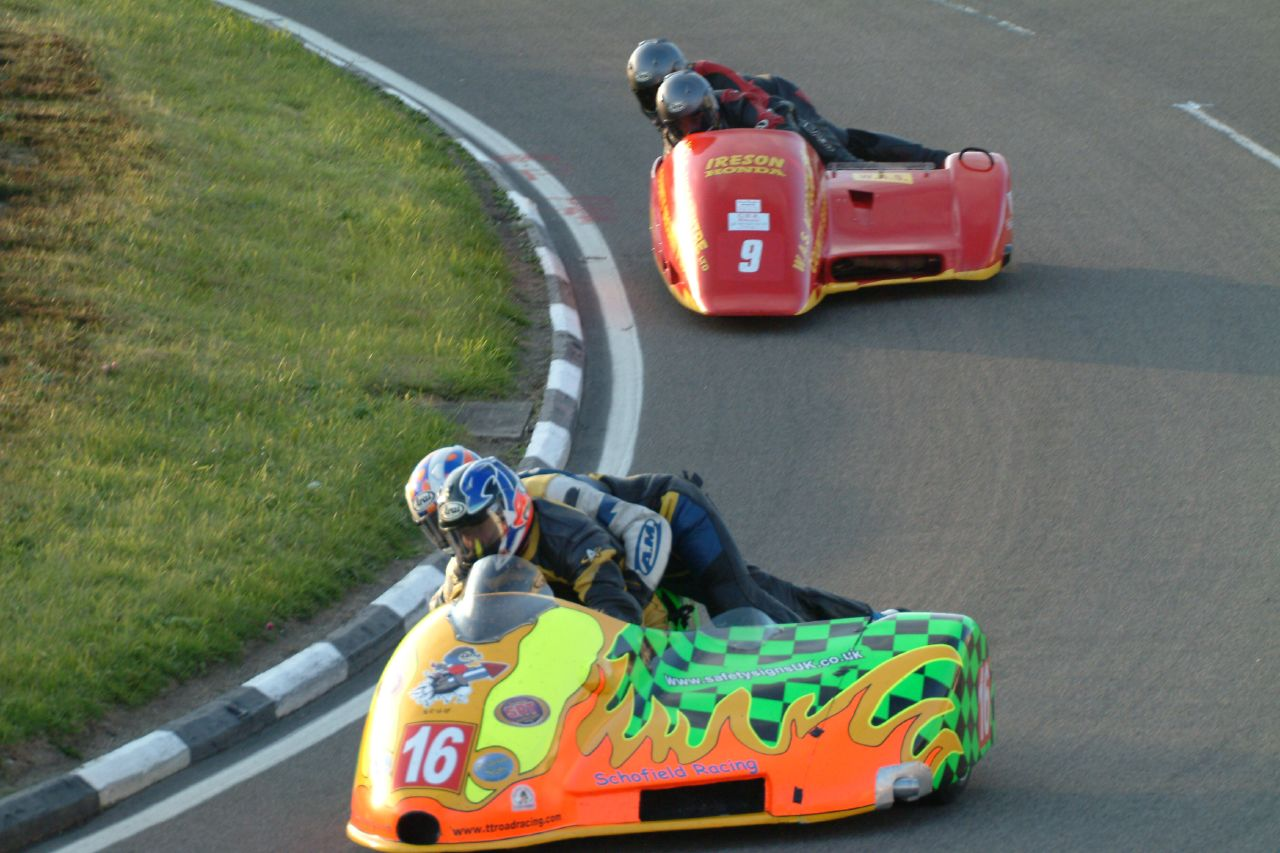
Isle of Man TT (2007)
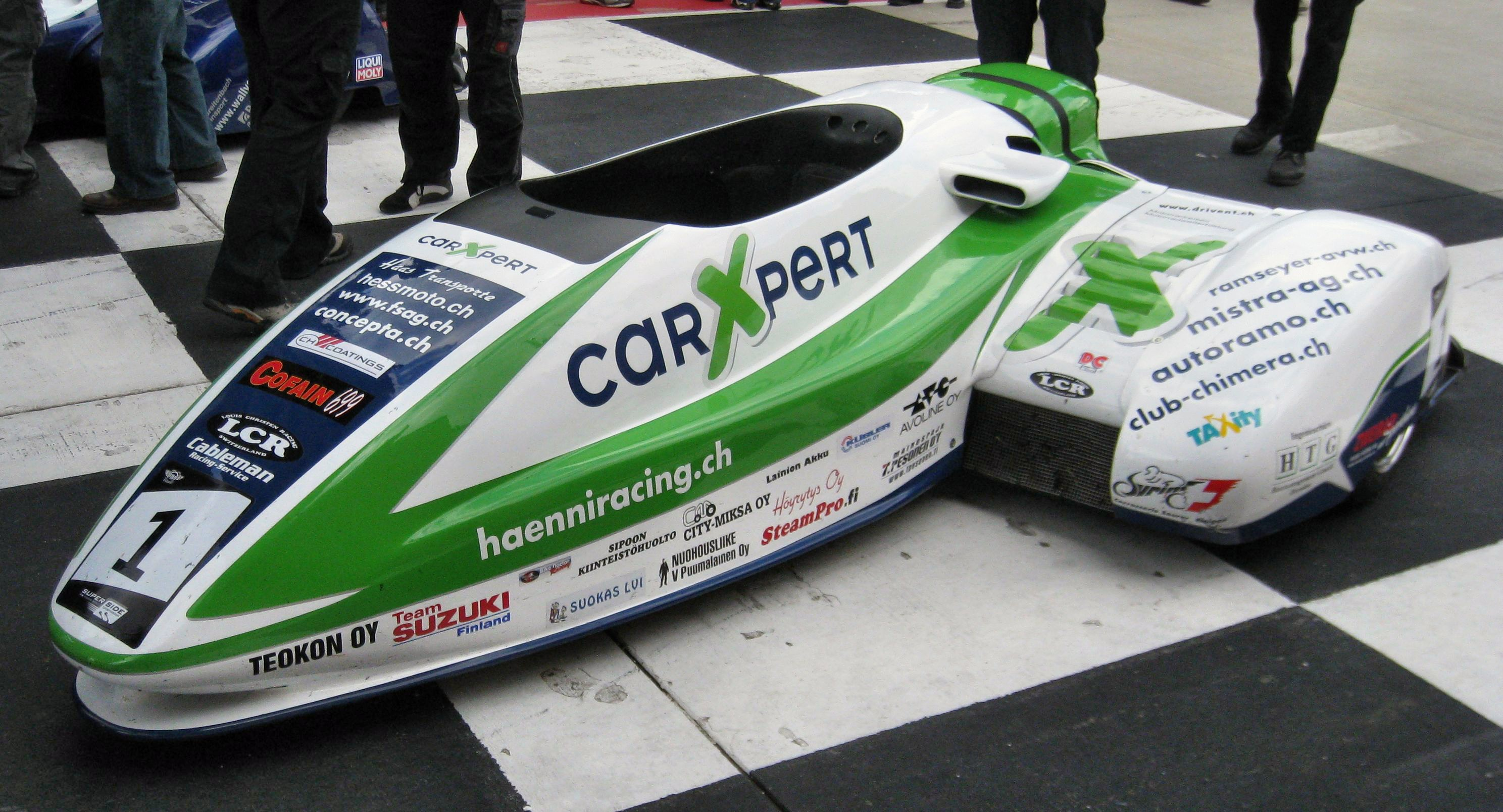
Weltmeistergespann 2012 (Pekka Päivärinta/Adolf Hänni)
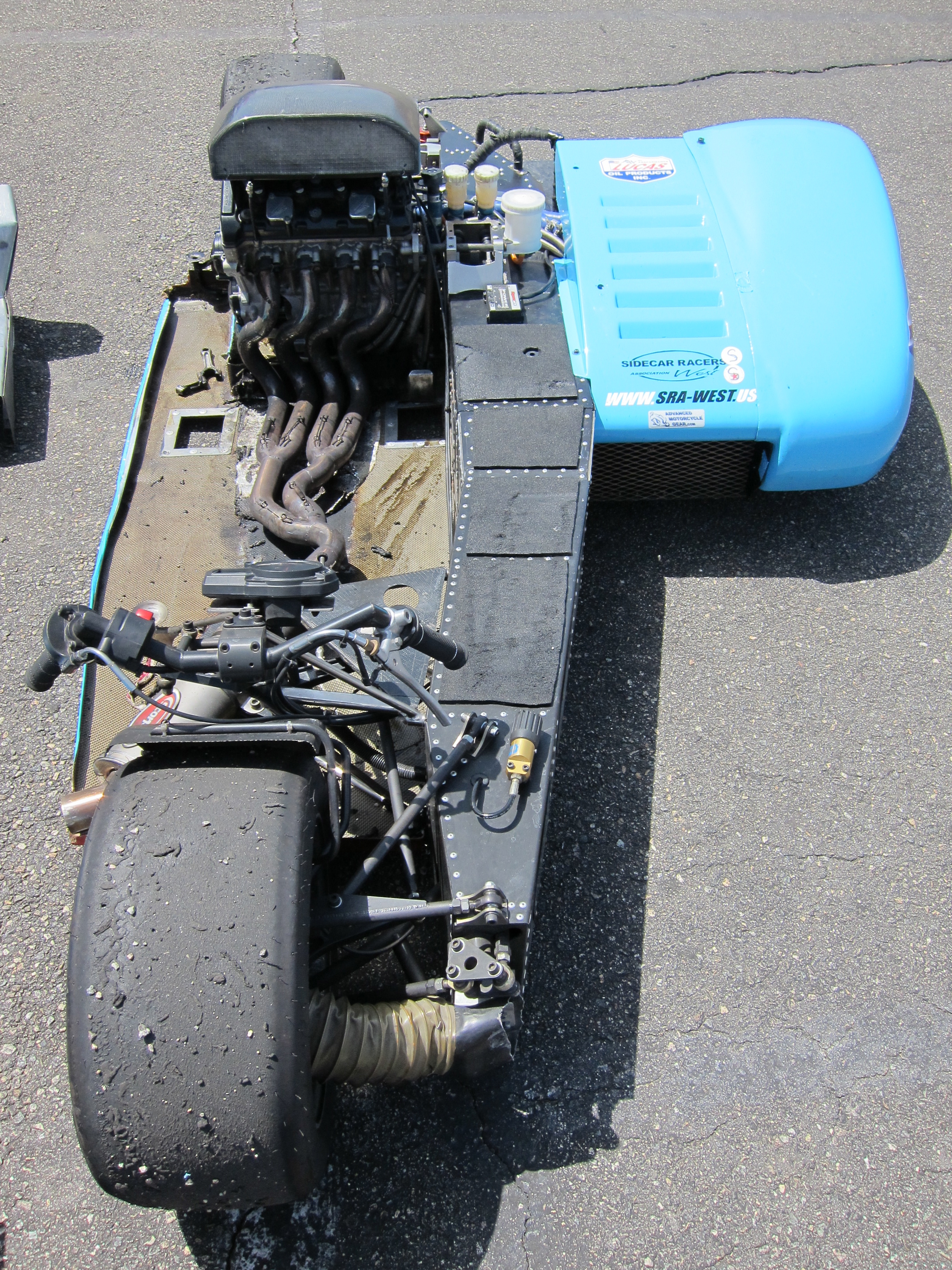
Renngespann „gestrippt“
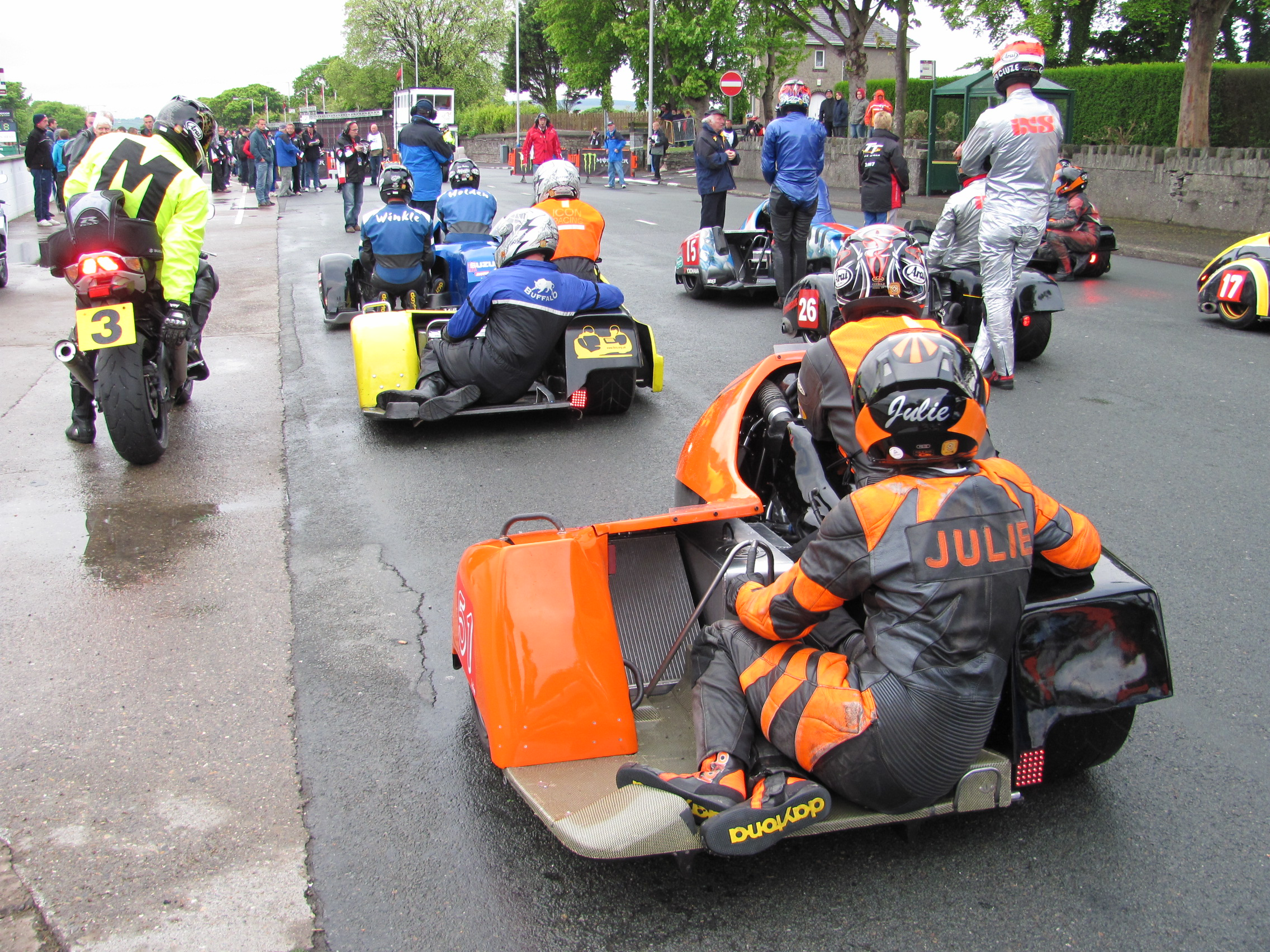
Position des Beifahrers im Renngespann

### Sonstige Rennen
Bereits in den 1920er Jahren gab es Sandbahnrennen mit Seitenwagen in den USA, die heute noch als Sandbahnrennen und Grasbahnrennen mit Europameisterschaftsläufen ihre Fortführung finden. Seit 1980 werden im Sidecar Motocross in verschiedenen Klassen Weltmeisterschaften ausgerichtet, im schweren Gelände finden mit Trial-Gespannen Weltmeisterschaften statt.

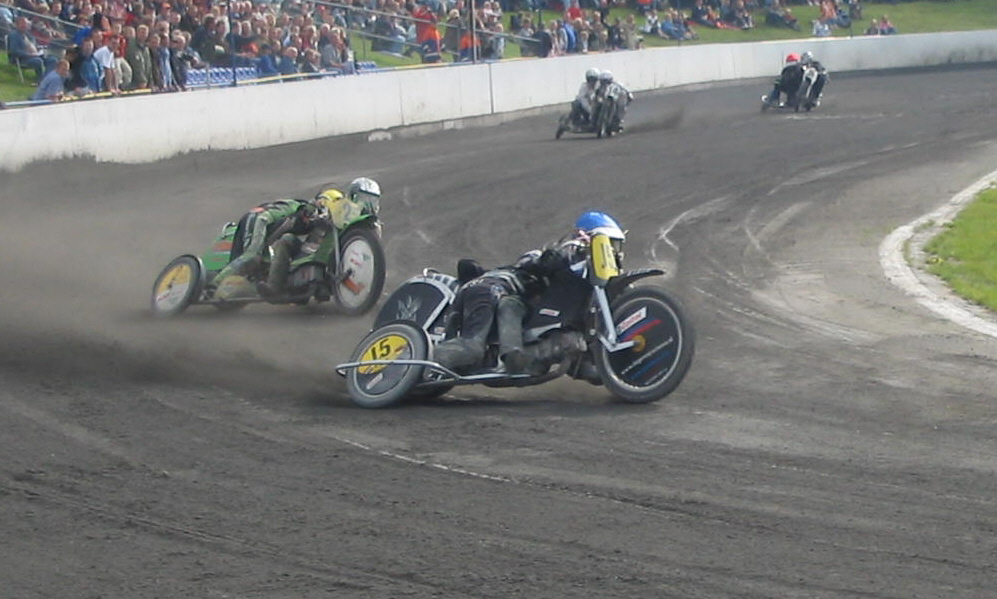
Sandbahnrennen
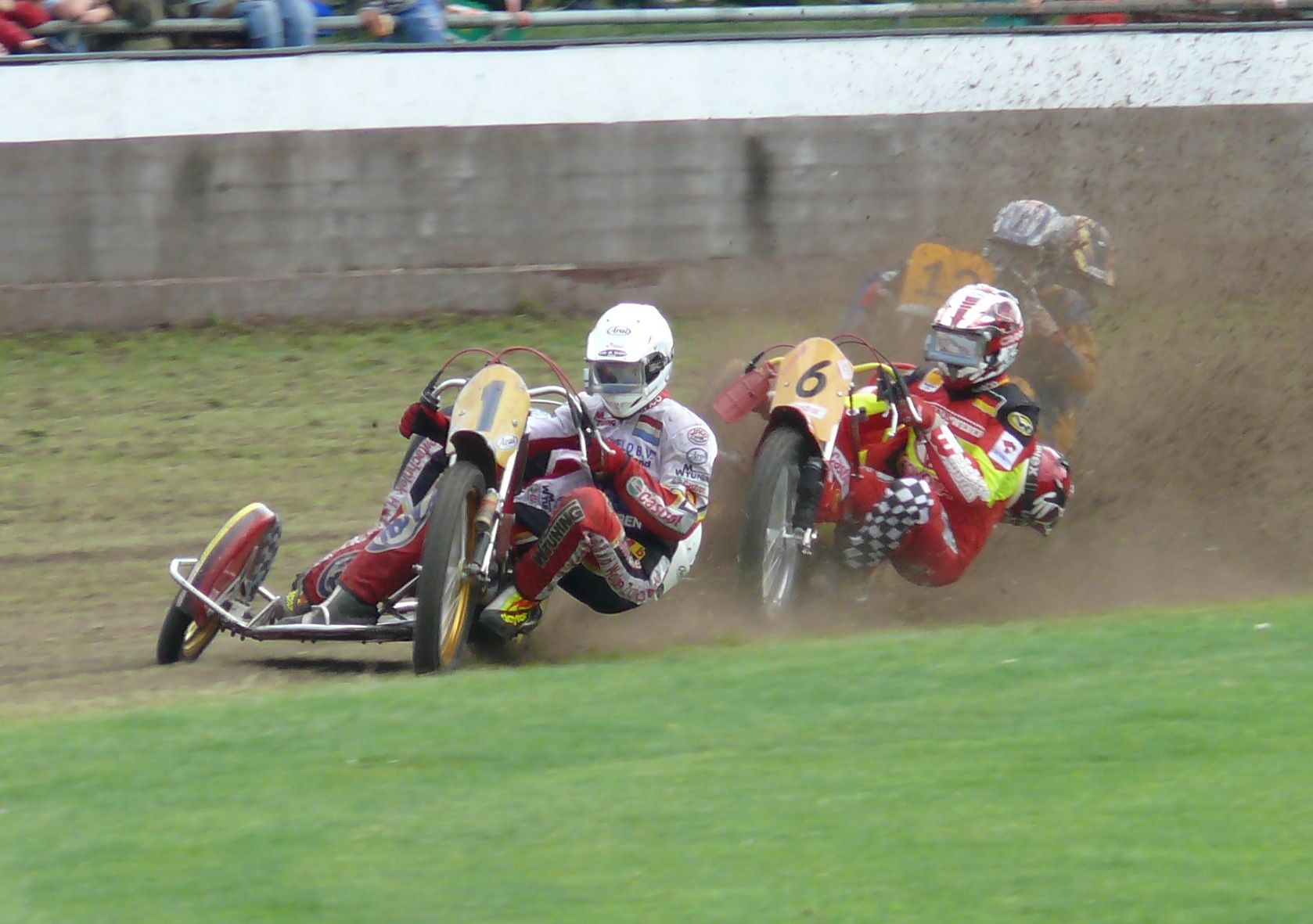
Grasbahnrennen[Anm. 13]
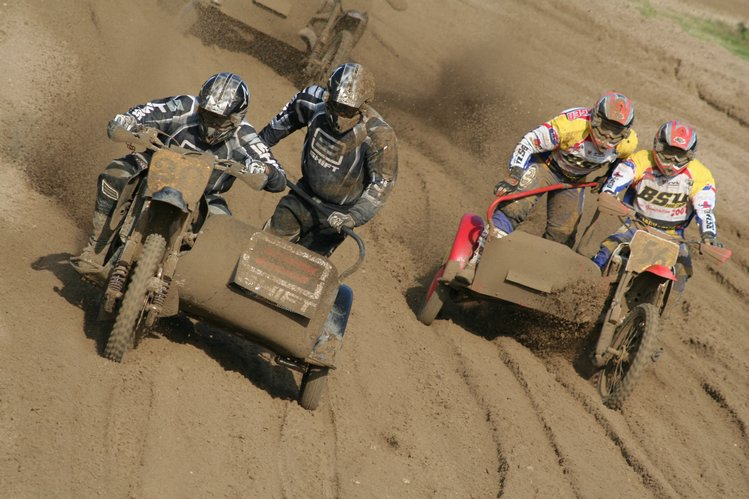
Sidecar Motocross
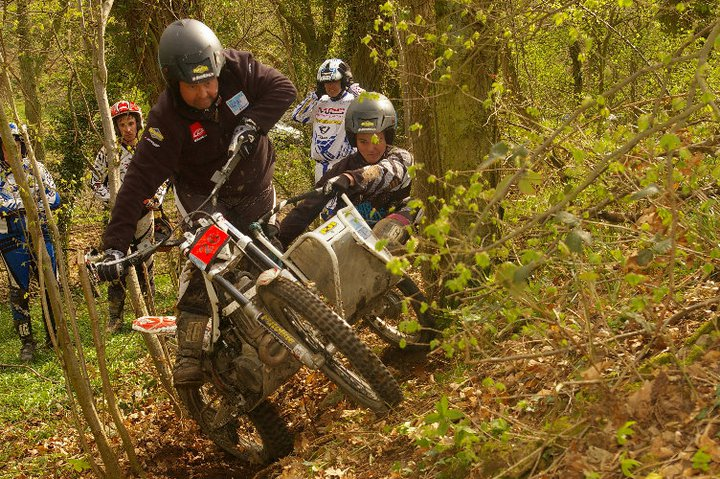
Trial-Gespann

### Geschwindigkeitsrekorde
Den ersten beschriebenen Geschwindigkeitsrekord mit Beiwagen stellte D. R. Wizzard O’Donovan am 17. September 1921 auf einer Norton auf Brooklands über den fliegenden Kilometer mit 72,36 mph (116,45 km/h) auf. Der aktuelle Geschwindigkeitsweltrekord besteht für Motorräder mit Beiwagen (ein Kilometer bei fliegendem Start) in der Klasse bis
- 500 cm³ Hubraum bei 233,017 km/h[Anm. 14]
- 1000 cm³ Hubraum bei 265,379 km/h[Anm. 15]
- 1350 cm³ Hubraum bei 331,969 km/h[Anm. 16]